# Aeropuerto Internacional de Guadalajara
El Aeropuerto Internacional de Guadalajara (Código IATA: GDL - Código OACI: MMGL - Código DGAC: GDL) oficialmente Aeropuerto Internacional Miguel Hidalgo y Costilla es la terminal aérea que presta servicio a Guadalajara y su zona conurbada. Fue inaugurado en 1966 y se localiza en el municipio de Tlajomulco de Zúñiga, a 16 kilómetros del centro de la ciudad de Guadalajara, Jalisco. Recibe su nombre en honor al prócer de la Independencia de México, el sacerdote y militar Miguel Hidalgo y Costilla.
En 2023 la terminal transportó cerca de 18 millones de pasajeros, situándose como el tercer aeropuerto más transitado del país, sólo después del Aeropuerto Internacional de la Ciudad de México y del Aeropuerto Internacional de Cancún, y el noveno con mayor movimiento de pasajeros en América Latina. En términos de carga aérea la terminal es la tercera más utilizada del país, por detrás de los dos aeropuertos de la Ciudad de México transportando más de 165 mil toneladas por año hacia Norteamérica, Sudamérica, Europa, Medio Oriente y Asia.
La terminal está compuesta por dos pistas de aterrizaje y dos terminales. Es un hub para Aeroméxico y Volaris, así como uno de los centros de conexión más importantes de México hacia Estados Unidos, debido a su gran cantidad de destinos hacia el país norteamericano. Cuenta con vuelos a diversos lugares de México, Estados Unidos, América del Sur, América Central, El Caribe y Europa.

## Información
Se encuentra 26 kilómetros al sur de la ciudad de Guadalajara, Jalisco, por la Carretera Federal 23 Guadalajara-Chapala, o Avenida de la Solidaridad Iberoamericana, y a 35 kilómetros al norte de la ciudad de Chapala, Jalisco.
Fue inaugurado el 1 de marzo de 1951 por el presidente de México, Miguel Alemán Valdés, y el gobernador del estado de Jalisco, José de Jesús González Gallo.
En un inicio el aeropuerto formó parte de la red federal Aeropuertos y Servicios Auxiliares. Para 1998 forma parte del grupo operador Grupo Aeroportuario del Pacífico a través de concesión privada, que también opera los aeropuertos de Tijuana, Hermosillo, León, Puerto Vallarta, Los Cabos, La Paz, Los Mochis, Morelia, Mexicali, Aguascalientes y Manzanillo.

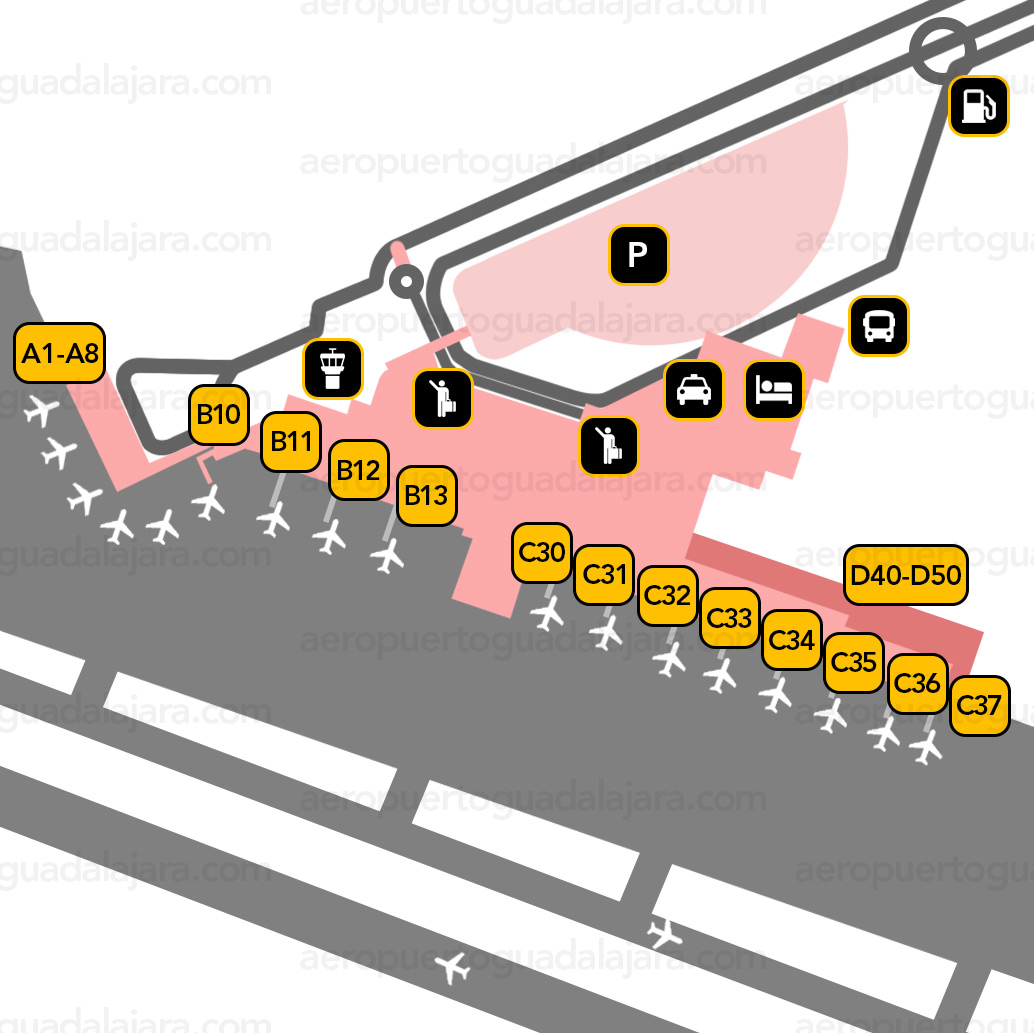
Mapa del Aeropuerto de Guadalajara

## Terminales

### Terminal de pasajeros
La terminal única del aeropuerto ocupa una superficie de 89,300 metros cuadrados y actualmente se encuentra en proceso de renovación. La terminal, que funciona como una instalación de dos pisos, facilita los vuelos nacionales e internacionales. La planta baja alberga los servicios de llegada, incluidas las bandas transportadoras de recogida de equipaje, las secciones de documentación para vuelos nacionales y un corredor comercial con quioscos de comida, bancos, tiendas de recuerdos y servicios de alquiler de coches. En el piso superior se encuentran los controles de seguridad y el área de salidas que se extiende por 630 metros, que alberga patios de comidas, restaurantes y 43 puertas distribuidas en cuatro salas:
- Sala A: Puertas de acceso peatonal A1 - A8
- Sala B: Puertas de contacto (pasillo telescópico) B10 - B13
- Sala C: Puertas de contacto (pasillo telescópico) C30 - C37
- Sala D: Planta baja, Puertas de autobús D40 - D50

Dentro de la terminal de pasajeros se encuentran disponibles varios salones VIP, como Aeroméxico Salón Premier, Citibanamex Salón Beyond, VIP Lounge East y VIP Lounge West.
La terminal es utilizada por todas las aerolíneas con áreas separadas para pasajeros nacionales e internacionales. El área de llegadas internacionales incorpora instalaciones del Instituto Nacional de Migración y aduanas.

### Terminal de carga
Esta terminal de carga recientemente fue ampliada y cuenta con una capacidad para almacenar aproximadamente 350.000 toneladas de mercancía anualmente en sus 27,000m2. Cuenta con 6 posiciones que prácticamente recibe cualquier tipo de aeronave de gran envergadura.

## Trabajos de expansión y renovación
En febrero de 2020, el Grupo Aeroportuario del Pacífico (GAP) anunció un plan de inversión a cinco años, el cual supondría una inversión de 28 mil millones de pesos entre 2020 y 2025. De éstos, 12 mil millones de pesos se destinarían al Aeropuerto Internacional de Guadalajara para un conjunto de proyectos de expansión y modernización con el fin de aumentar la capacidad operativa del aeropuerto y poder movilizar hasta 40 millones de pasajeros anuales.
El proyecto de expansión fue impactado por la contingencia sanitaria ocasionada por el COVID-19, lo cual resultó en una demora de un año (pasando el plazo de ejecución a 2021–2026) y un incremento en 3 mil millones de pesos al monto de inversión, el cual asciende a 15 mil millones de pesos. Se espera que las obras estarán concluidas durante el segundo semestre de 2026.
El Plan Guadalajara 2020–2026 incluye en su primera fase (2020–2024) la construcción de una segunda pista, la construcción de nuevas plataformas y vías de rodaje, la reorganización del campo de vuelo, la reubicación y expansión del área de aviación general, la remodelación de la actual terminal y expansión de la misma con la construcción de un edificio de usos múltiples y la expansión del estacionamiento.
La ampliación de la actual terminal de pasajeros aeropuerto se está llevando a cabo en fases escalonadas, entre las cuales se ampliará el área de llegadas nacionales, se construirá un edificio de usos múltiples que contará con un hotel, oficinas y un área comercial, y se ampliará el estacionamiento en un 54%. Esta expansión y el edificio de usos múltiples fueron inaugurados en marzo de 2024. 
Paralelamente, se están llevando a cabo proyectos de construcción en el campo de vuelo, incluida la construcción de una segunda pista de 3,538m de largo y 45m de ancho paralela a la actual. Las pistas tendrán una separación entre ejes de aproximadamente 300m, lo cual permitirá operaciones escalonadas pero no simultáneas. La conclusión de estas obras está prevista para el primer semestre de 2024, con la entrada en servicio de la segunda pista para la temporada estival del mismo año.
La segunda fase del plan (2024–2026) se refiere a la construcción de una segunda terminal de pasajeros, la cual esta prevista para comenzar a fines de 2024. Esta contará con 125,700m2 distribuidos en 3 plantas, un incremento del 140%. La terminal contará con 18 puertas de embarque adicionales, de las cuales 15 serán de contacto y 3 remotas, y estará configurada con accesos segregados para llegadas (en la planta baja) y salidas (en la segunda planta). La primera planta contará con sistemas de revisión de equipaje, los pasillos de llegada internacionales y los accesos al estacionamiento. El diseño de la segunda terminal fue seleccionado mediante un concurso público en el cual participó CallistonRTKL, a la cual se le adjudicó el proyecto final, y será la primera en Latinoamérica en ser climáticamente neutro (net-zero).
La construcción de la segunda terminal conllevará asimismo la construcción de dos plantas de tratamiento de agua, y una ampliación adicional al estacionamiento en un 145%, con lo cual el aeropuerto contará con más de 334 mil cajones de estacionamiento.

## Aerolíneas y destinos

### Pasajeros

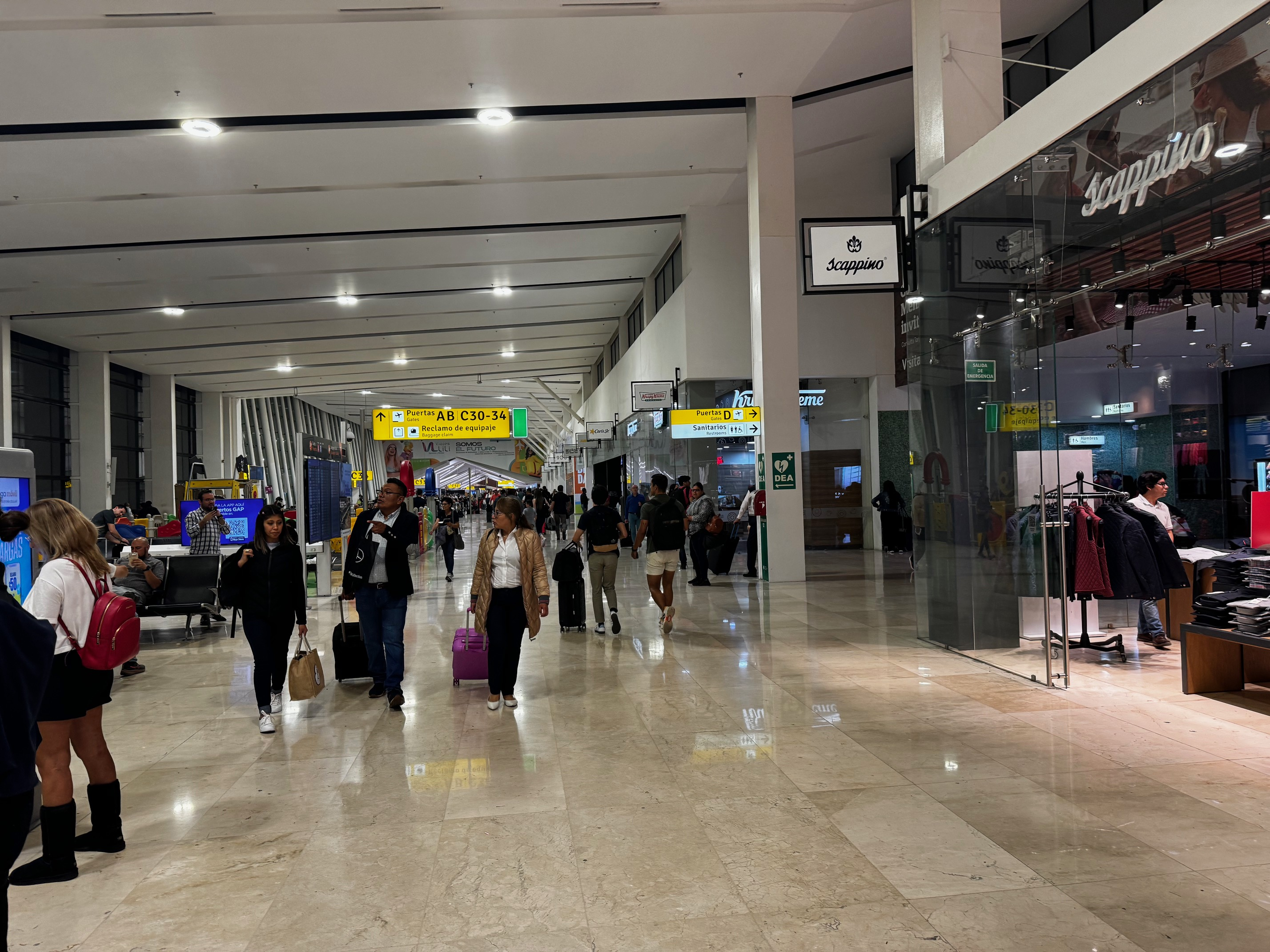
Sala C el aeropuerto.

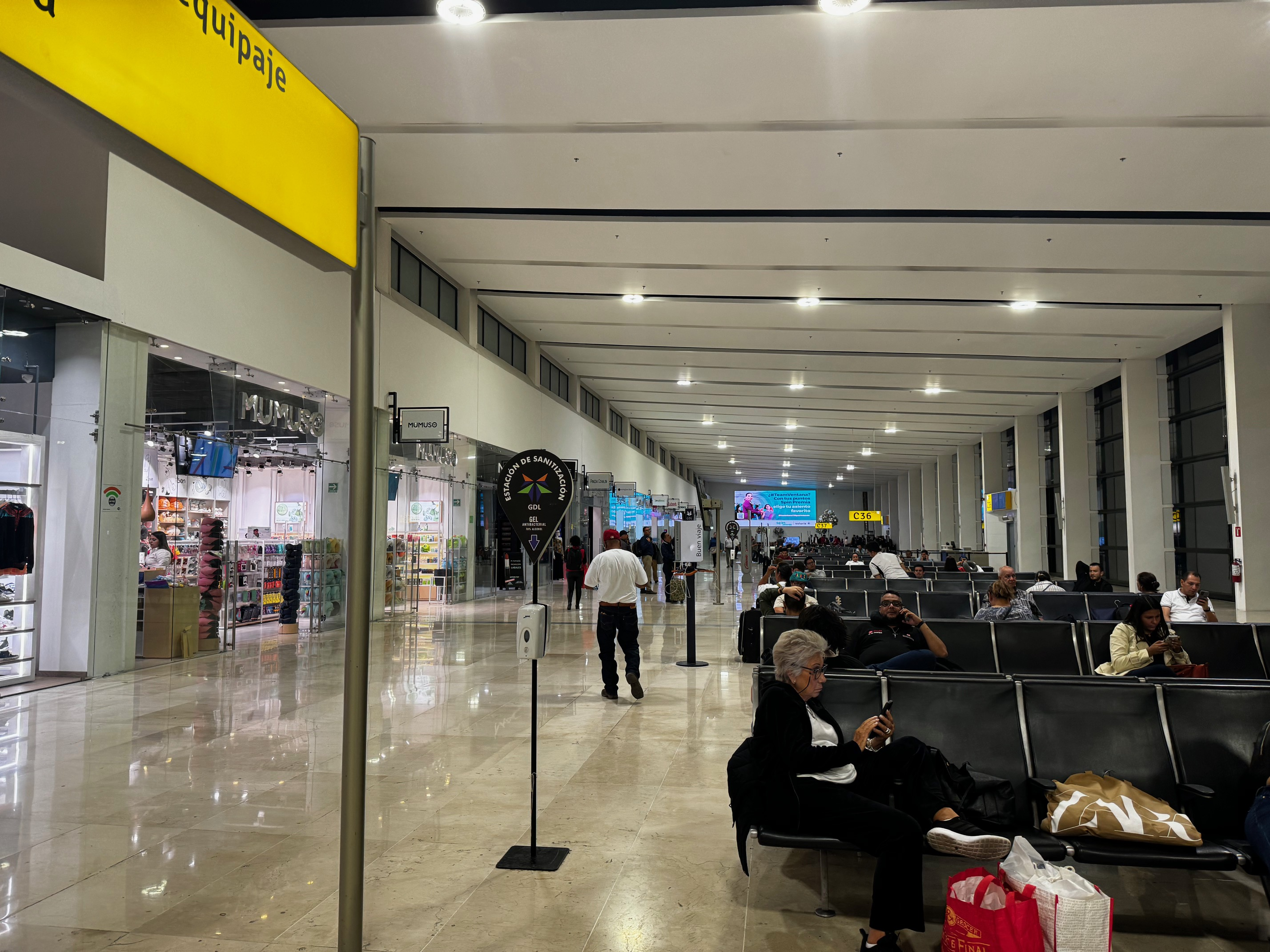
Sala C el aeropuerto.

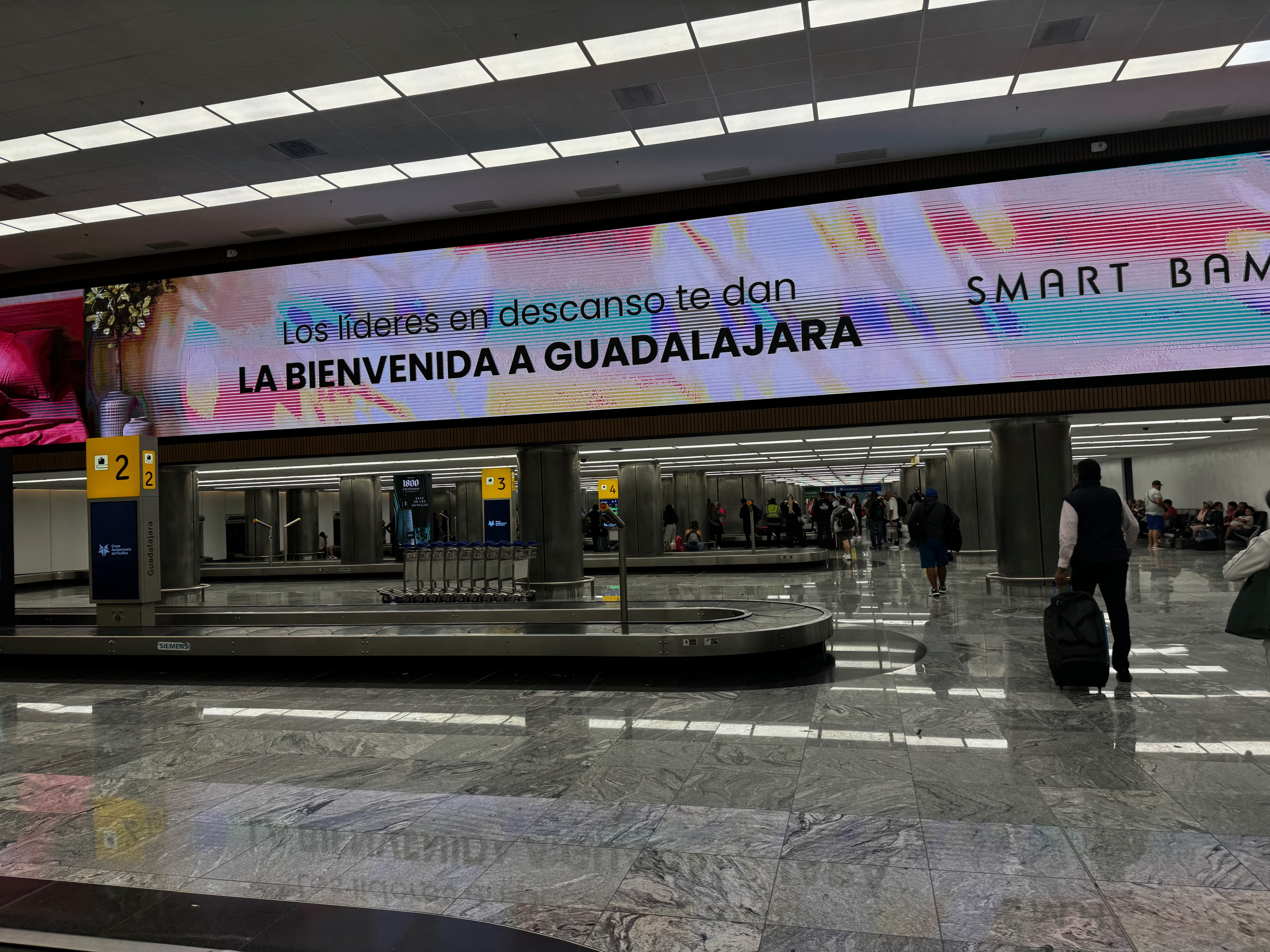
Banda de reclamo de equipaje nacional.

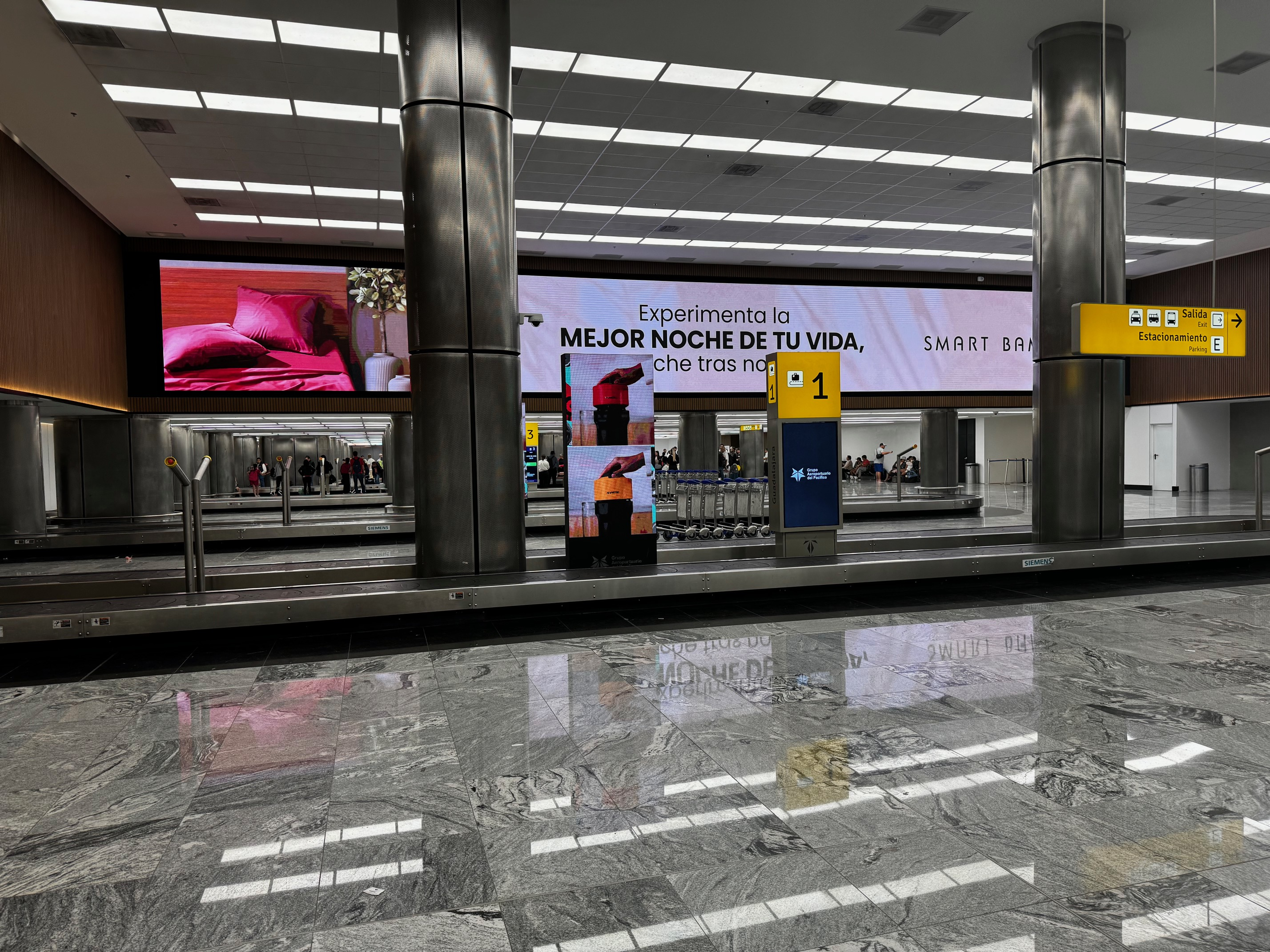
Banda de reclamo de equipaje nacional.

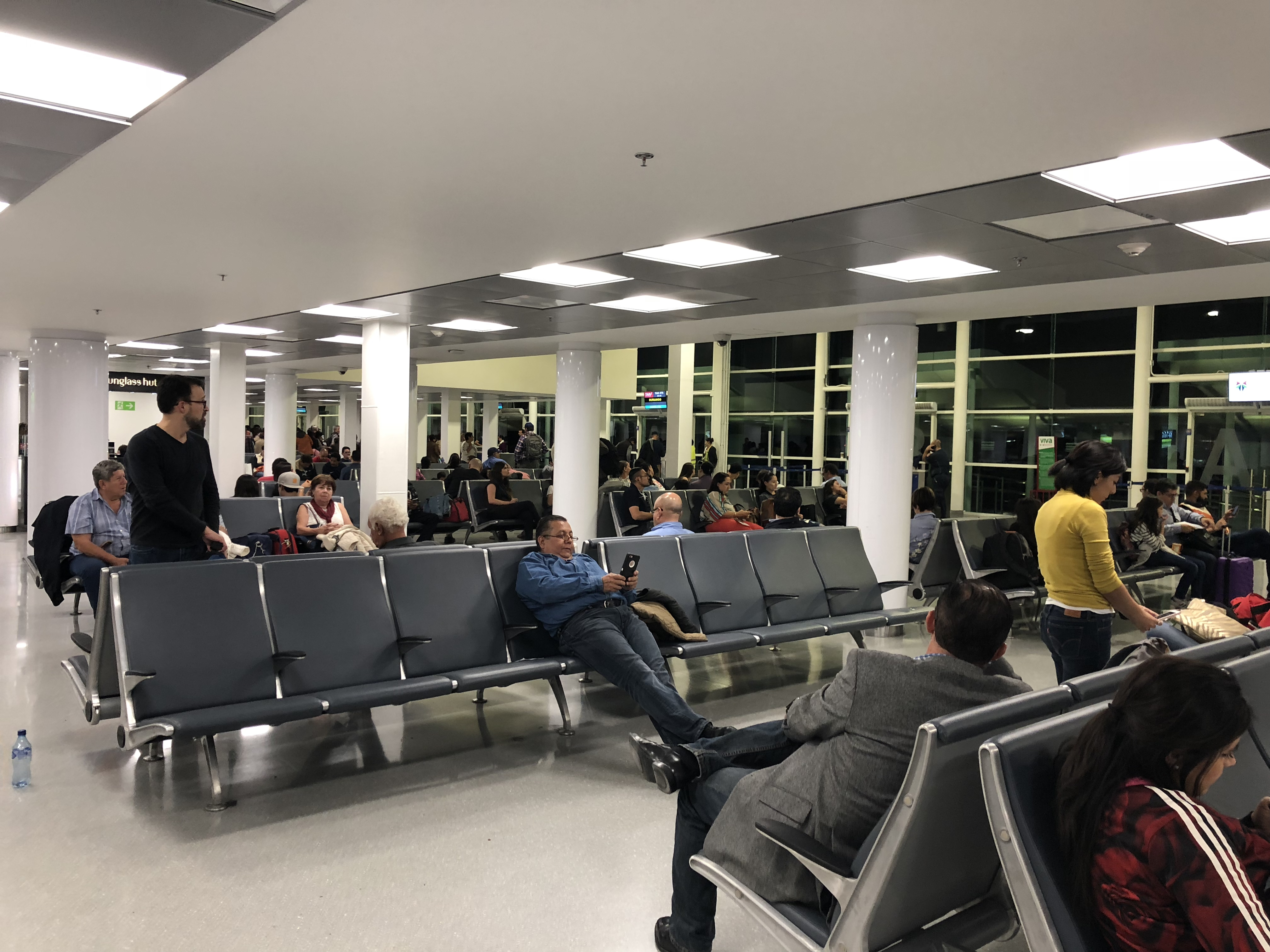
Sala A del aeropuerto.

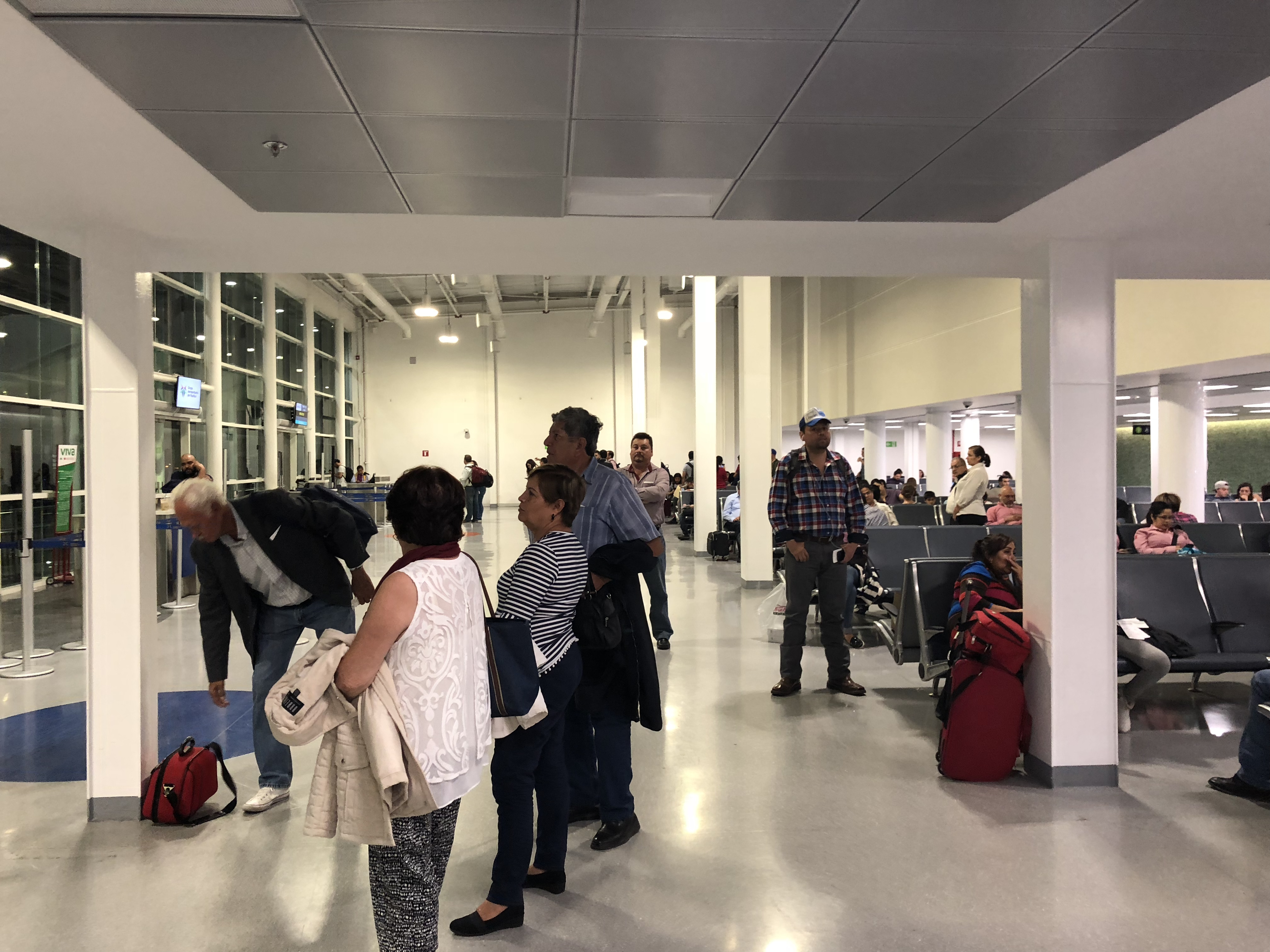
Sala A del aeropuerto.

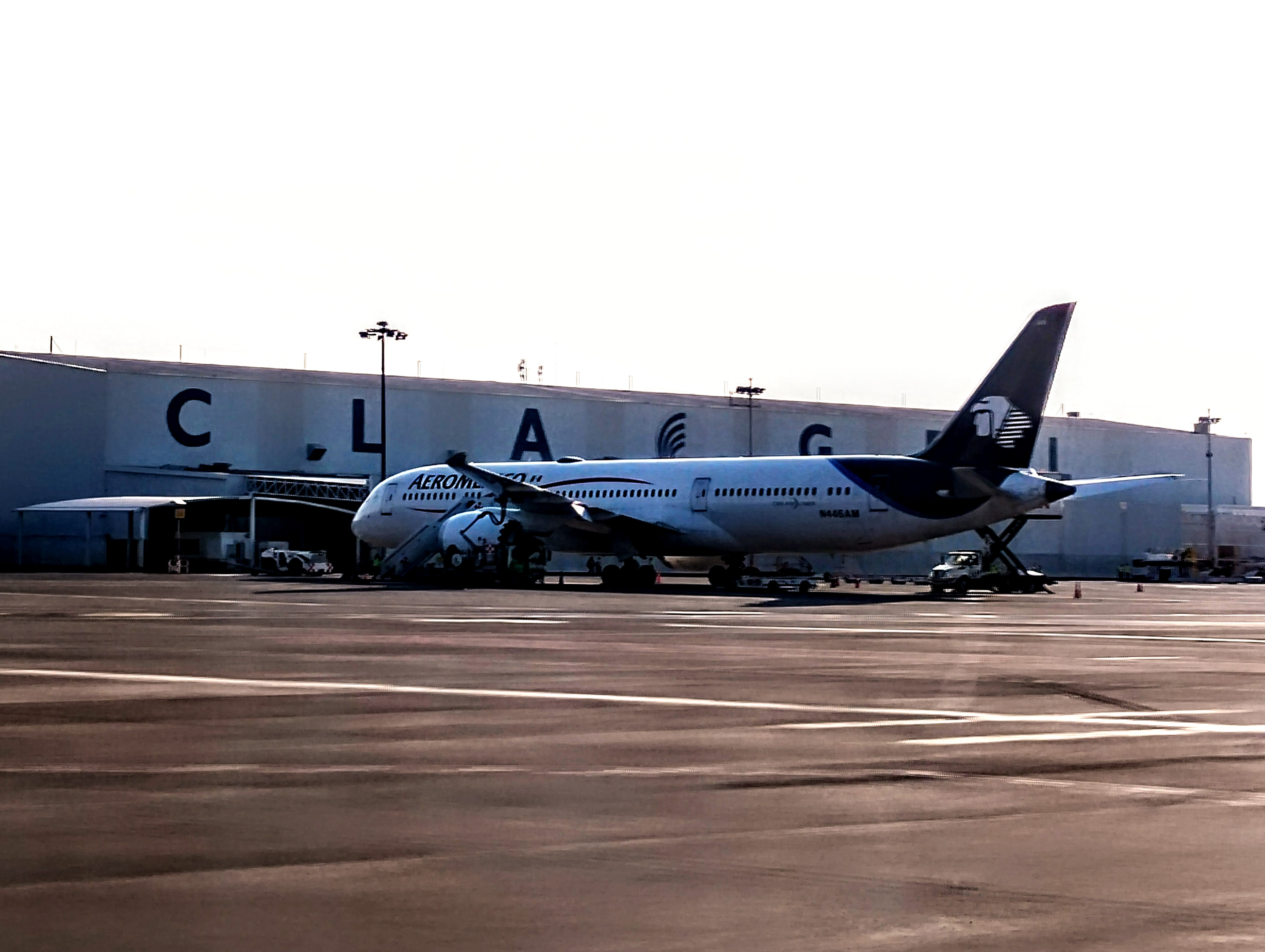
Boeing 787-9 Dreamliner de Aeroméxico (N446AM) en plataforma. Este es el modelo de aeronave de mayor tamaño que realiza operaciones de pasajeros de manera regular en el Aeropuerto de Guadalajara.

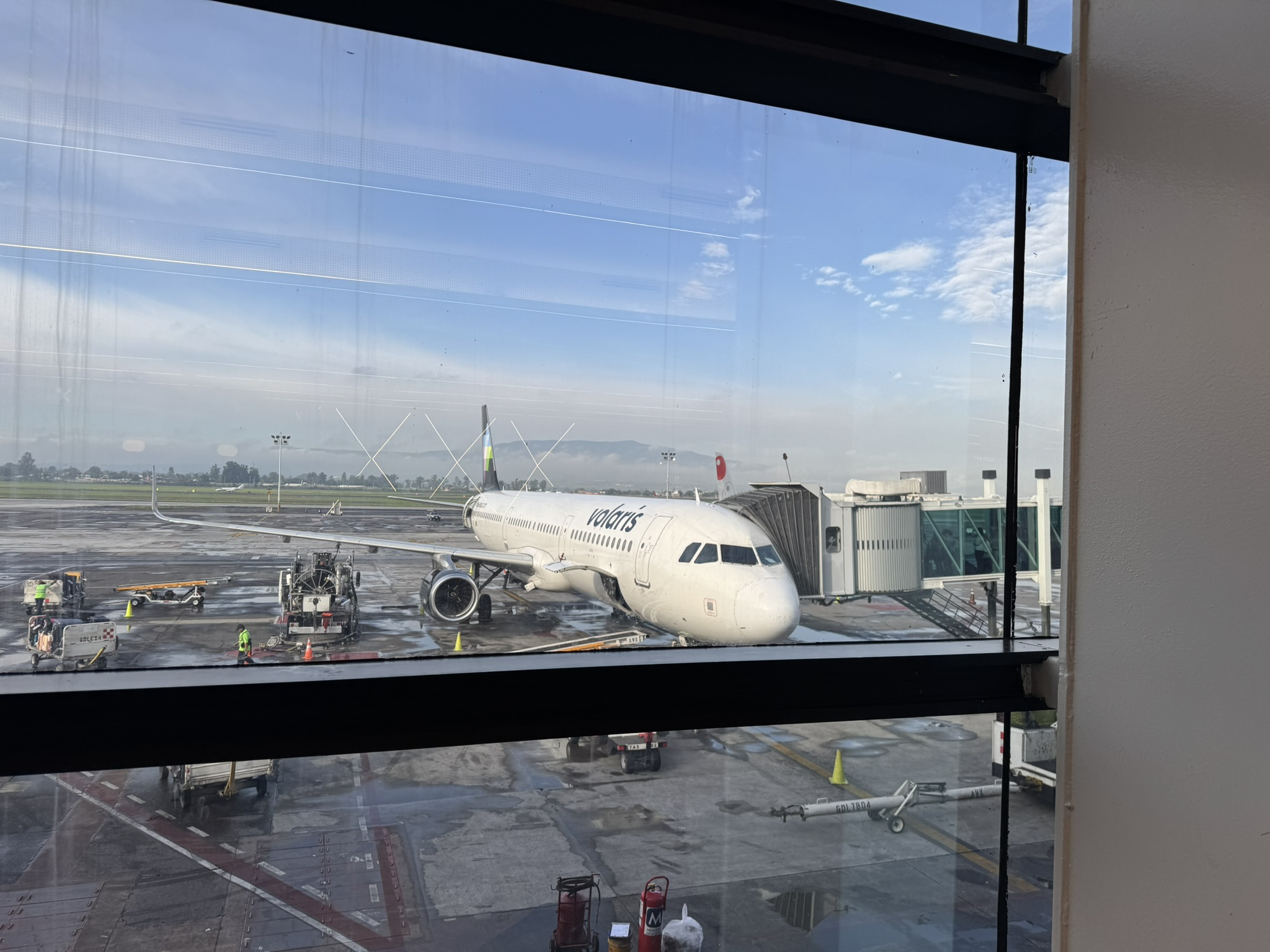
Avión A321 de Volaris en el aeropuerto.

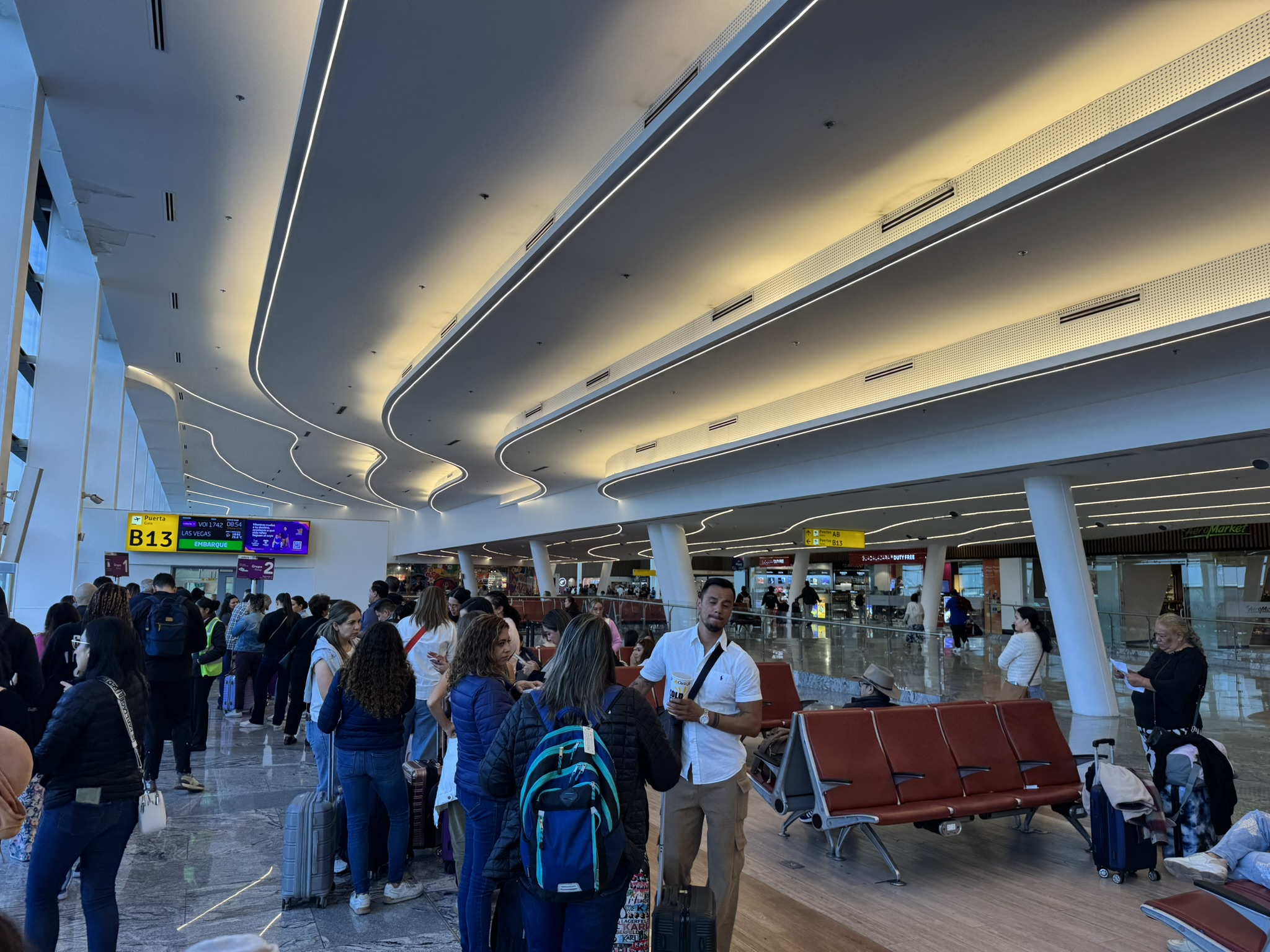
Sala B del aeropuerto.

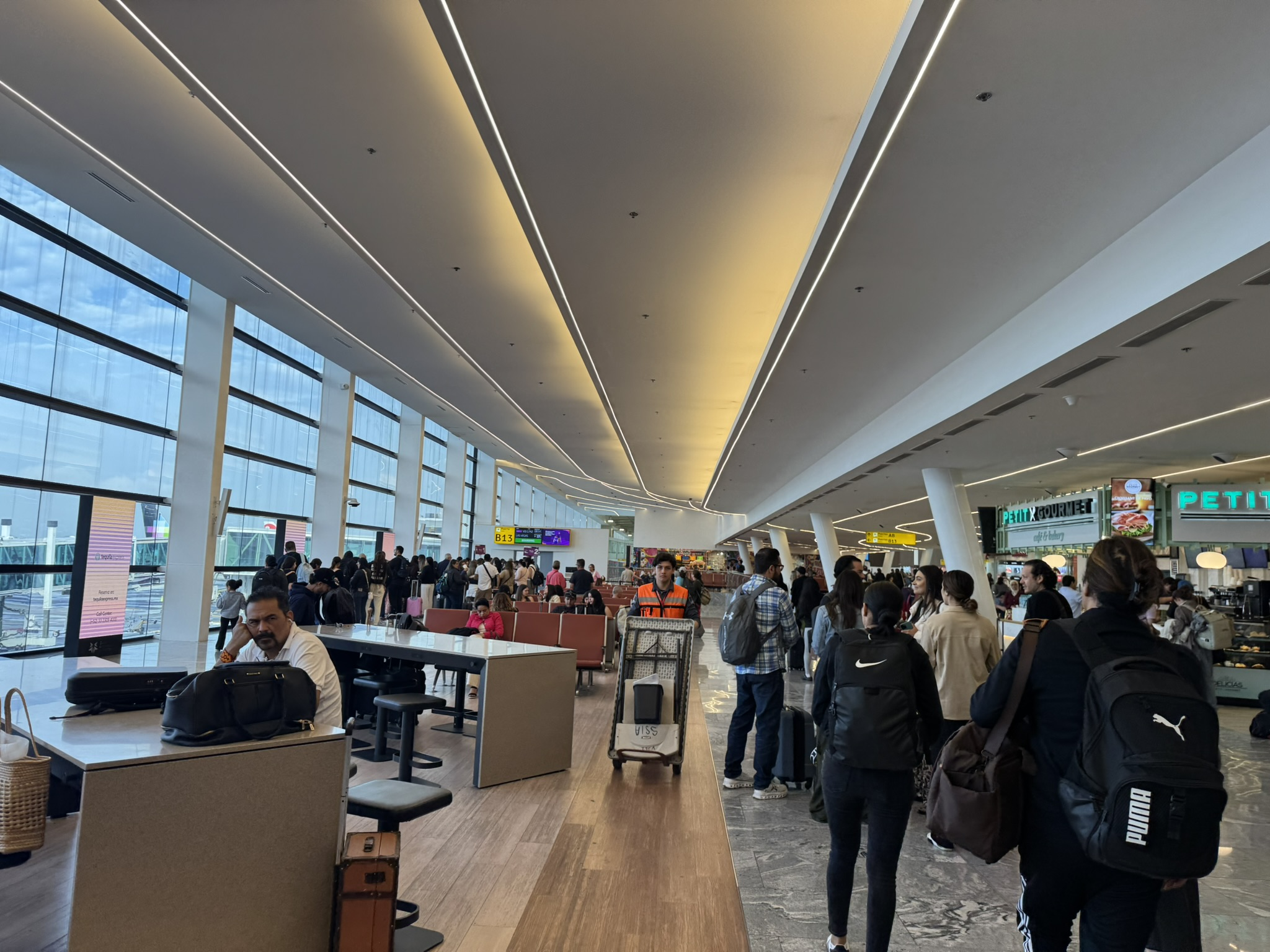
Sala B del aeropuerto.

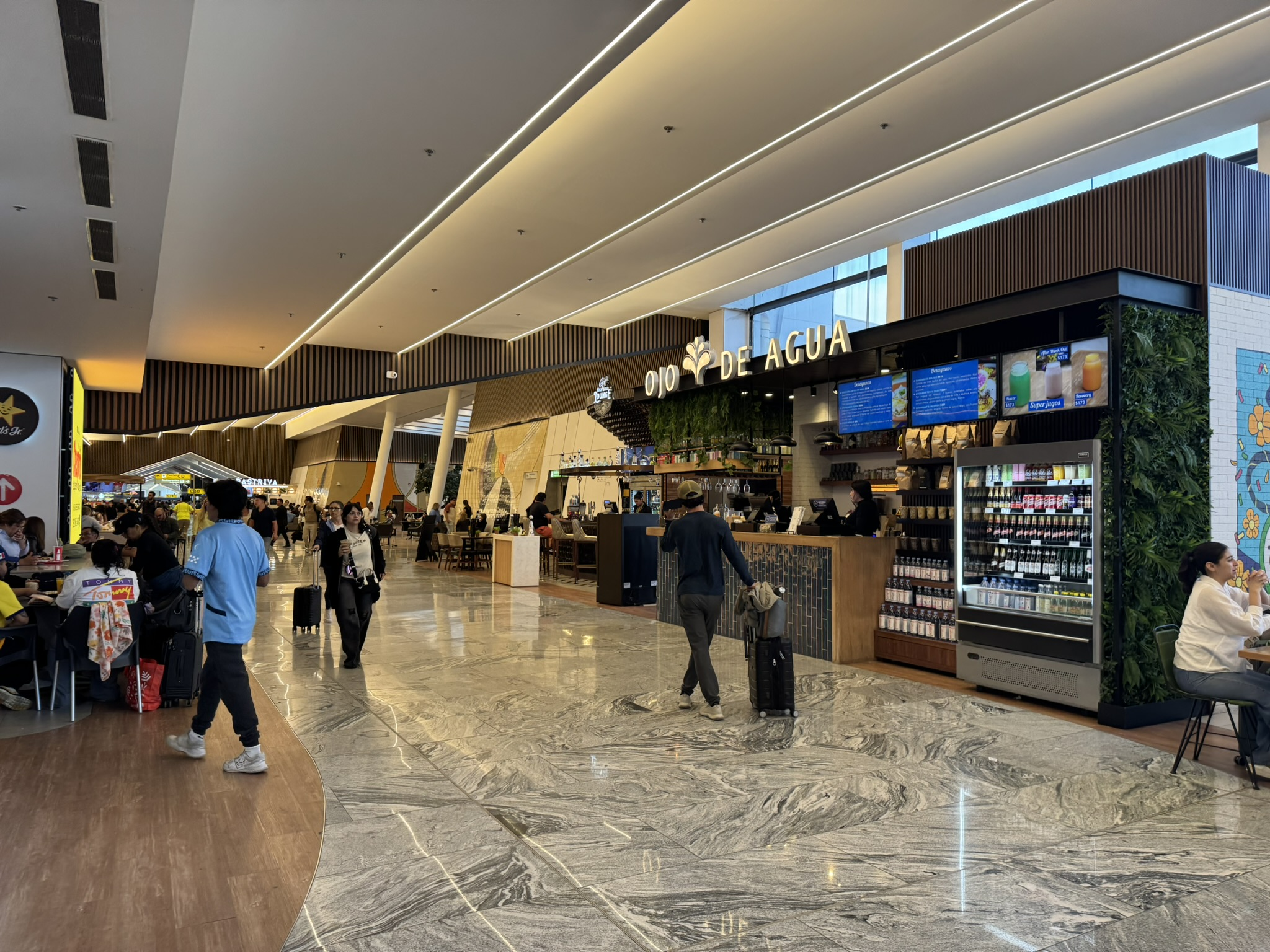
Sala B del aeropuerto.

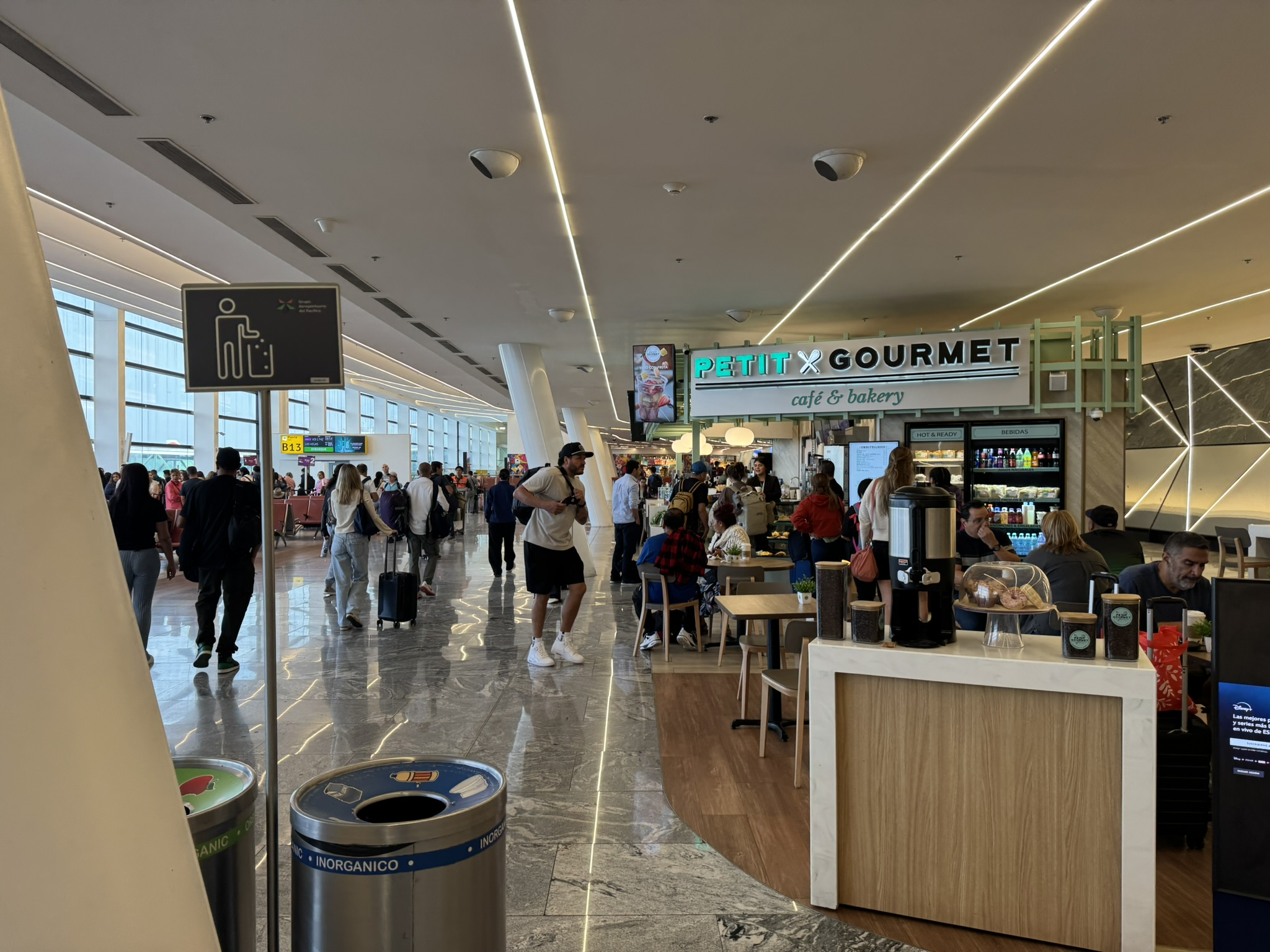
Sala B del aeropuerto.

El aeropuerto cuenta con una terminal dividida en cuatro salas. Actualmente operan 18 aerolíneas ofreciendo 62 destinos.
| Destinos por aerolínea                                                                                               | Destinos por aerolínea | Destinos por aerolínea | Destinos por aerolínea |
| Aerolínea | Destinos | Alianza                |                        |
| --- | --- | ---------------------- | ---------------------- |
| Aeroméxico | Ciudad de México, Los Ángeles, Madrid, Salt Lake City Estacional: Chicago-O'Hare, Denver, Fresno, Las Vegas, Miami, Orlando, Sacramento, San Francisco, Seattle (inicia el 18 de diciembre de 2025), Tijuana | SkyTeam                |                        |
| Aeroméxico Connect                                                                                                   | Ciudad de México, Ciudad de México-AIFA | SkyTeam                |                        |
| Air Canada | Estacional: Toronto–Pearson (inicia el 5 de noviembre de 2025) | Star Alliance          |                        |
| Air Transat | Estacional: Montreal–Trudeau (inicia el 14 de diciembre de 2025) | N/A                    |                        |
| Alaska Airlines | Los Ángeles, San José (CA) | Oneworld               |                        |
| American Airlines | Dallas/Fort Worth | Oneworld               |                        |
| American Eagle | Phoenix–Sky Harbor | Oneworld               |                        |
| Copa Airlines | Ciudad de Panamá–Tocumen | Star Alliance          |                        |
| Delta Air Lines | Atlanta | SkyTeam                |                        |
| Flair Airlines | Toronto–Pearson, Vancouver | N/A                    |                        |
| Magnicharters | Cancún Estacional: Tijuana | N/A                    |                        |
| Mexicana de Aviación                                                                                                 | Ciudad de México-AIFA, Puerto Vallarta, San José del Cabo | N/A                    |                        |
| United Airlines | Houston-Intercontinental | Star Alliance          |                        |
| United Express | Houston-Intercontinental | Star Alliance          |                        |
| Viva | Bogotá, Cancún, Chicago–O'Hare, Chihuahua, Ciudad de México, Ciudad de México-AIFA, Ciudad Juárez, Hermosillo, Houston-Intercontinental, La Paz, Las Vegas, Los Ángeles, Mérida, Mexicali, Monterrey, Nuevo Laredo, Oakland, Puebla, Puerto Escondido, Puerto Vallarta, Reynosa, San José del Cabo, Tijuana, Tuxtla Gutiérrez, Veracruz, Villahermosa | N/A                    |                        |
| Volaris | Acapulco, Cancún, Charlotte, Chicago-Midway, Chicago-O'Hare, Chihuahua, Ciudad de México, Ciudad de México-AIFA, Ciudad Juárez, Ciudad Obregón, Culiacán, Dallas/Fort Worth, Denver, Fresno, Hermosillo, Houston-Intercontinental, Huatulco, La Paz, Las Vegas, Los Ángeles, Los Mochis, Mérida, Mexicali, Miami, Monterrey, Newark, Oakland, Oaxaca, Ontario, Orlando, Phoenix–Sky Harbor, Portland (OR), Puerto Escondido, Puerto Vallarta, Reno/Tahoe, Sacramento, San Antonio, San José (CA), San José del Cabo, Seattle, Tapachula, Tijuana, Toluca, Torreón/Gómez Palacio, Tulum, Tuxtla Gutiérrez, Veracruz | N/A                    |                        |
| Volaris Costa Rica                                                                                                   | San José (CR) | N/A                    |                        |
| WestJet | Estacional: Calgary (inicia el 7 de diciembre de 2025) |                        |                        |
| Total: 62 destinos (30 nacionales, 32 internacionales), 18 aerolíneas (6 nacionales, 12 internacionales), 3 alianzas | |                        |                        |

Notas
1. ↑  El vuelo de Viva con destino Nuevo Laredo hace escala en Ciudad de México-AIFA.

### Carga
| Aerolíneas                      | Destinos                                                                     |
| ------------------------------- | ---------------------------------------------------------------------------- |
| ABX Air                         | Cincinnati                                                                   |
| Aeronaves TSM                   | Laredo                                                                       |
| AeroUnion                       | Ciudad de México-AIFA, Los Ángeles                                           |
| Air Canada Cargo                | Ciudad de México-AIFA, Dallas/Fort Worth, Toronto–Pearson                    |
| Air France Cargo                | París-Charles de Gaulle                                                      |
| Amerijet International          | Miami                                                                        |
| Atlas Air                       | Anchorage, Los Ángeles                                                       |
| Cargolux                        | Anchorage, Ciudad de México-AIFA, Houston, Los Ángeles, Luxemburgo           |
| Cathay Pacific Cargo            | Anchorage, Hong Kong                                                         |
| DHL Aviation                    | Cincinnati, Los Ángeles, Querétaro                                           |
| Emirates SkyCargo               | Ciudad de México-AIFA, Dubái-Al Maktoum, Fráncfort, Houston-Intercontinental |
| Estafeta                        | La Paz, San Luis Potosí                                                      |
| FedEx Express                   | Memphis                                                                      |
| Korean Air Cargo                | Seúl-Incheon, Vancouver                                                      |
| Lufthansa Cargo                 | Dallas/Fort Worth, Fráncfort                                                 |
| Mas Air                         | Bogotá, Los Ángeles, Miami                                                   |
| Panalpina operado por Atlas Air | Huntsville, Londres-Stansted                                                 |
| Qatar Airways Cargo             | Doha, Lieja                                                                  |
| TUM AeroCarga                   | Hermosillo, Nuevo Laredo, Reynosa, Tijuana, Toluca                           |
| UPS Airlines                    | Louisville                                                                   |

### Destinos nacionales
Se brinda servicio a 30 ciudades dentro del país a cargo de 6 aerolíneas. Los destinos de Aeroméxico son operados también por Aeroméxico Connect.
| Destinos nacionales del Aeropuerto de Guadalajara GDL ACA CUN CUU MEX NLU CJS CEN CUL HMO HUX LAP SJD LMM MID MXL MTY NLD OAX PBC PXM PVR REX TIJ TLC TRC TAP TQO TGZ VER VSA | Destinos nacionales del Aeropuerto de Guadalajara GDL ACA CUN CUU MEX NLU CJS CEN CUL HMO HUX LAP SJD LMM MID MXL MTY NLD OAX PBC PXM PVR REX TIJ TLC TRC TAP TQO TGZ VER VSA | Destinos nacionales del Aeropuerto de Guadalajara GDL ACA CUN CUU MEX NLU CJS CEN CUL HMO HUX LAP SJD LMM MID MXL MTY NLD OAX PBC PXM PVR REX TIJ TLC TRC TAP TQO TGZ VER VSA | Destinos nacionales del Aeropuerto de Guadalajara GDL ACA CUN CUU MEX NLU CJS CEN CUL HMO HUX LAP SJD LMM MID MXL MTY NLD OAX PBC PXM PVR REX TIJ TLC TRC TAP TQO TGZ VER VSA | Destinos nacionales del Aeropuerto de Guadalajara GDL ACA CUN CUU MEX NLU CJS CEN CUL HMO HUX LAP SJD LMM MID MXL MTY NLD OAX PBC PXM PVR REX TIJ TLC TRC TAP TQO TGZ VER VSA | Destinos nacionales del Aeropuerto de Guadalajara GDL ACA CUN CUU MEX NLU CJS CEN CUL HMO HUX LAP SJD LMM MID MXL MTY NLD OAX PBC PXM PVR REX TIJ TLC TRC TAP TQO TGZ VER VSA | Destinos nacionales del Aeropuerto de Guadalajara GDL ACA CUN CUU MEX NLU CJS CEN CUL HMO HUX LAP SJD LMM MID MXL MTY NLD OAX PBC PXM PVR REX TIJ TLC TRC TAP TQO TGZ VER VSA | Destinos nacionales del Aeropuerto de Guadalajara GDL ACA CUN CUU MEX NLU CJS CEN CUL HMO HUX LAP SJD LMM MID MXL MTY NLD OAX PBC PXM PVR REX TIJ TLC TRC TAP TQO TGZ VER VSA | Destinos nacionales del Aeropuerto de Guadalajara GDL ACA CUN CUU MEX NLU CJS CEN CUL HMO HUX LAP SJD LMM MID MXL MTY NLD OAX PBC PXM PVR REX TIJ TLC TRC TAP TQO TGZ VER VSA |
| Destinos | Volaris | Viva | Aeroméxico | Mexicana | Magnicharters | Otra | # | |
| --- | --- | --- | --- | --- | --- | --- | --- | --- |
| Acapulco (ACA) | • | | | | | | 1 | |
| Cancún (CUN) | • | • | | | • | | 3 | |
| Chihuahua (CUU) | • | • | | | | | 2 | |
| Ciudad de México (MEX) | • | • | • | | | | 3 | |
| Ciudad de México (NLU) | • | • | • | • | | | 4 | |
| Ciudad Juárez (CJS) | • | • | | | | | 2 | |
| Ciudad Obregón (CEN) | • | | | | | | 1 | |
| Culiacán (CUL) | • | | | | | | 1 | |
| Hermosillo (HMO) | • | • | | | | | 2 | |
| Huatulco (HUX) | • | | | | | | 1 | |
| La Paz (LAP) | • | • | | | | | 2 | |
| Los Cabos (SJD) | • | • | | • | | | 3 | |
| Los Mochis (LMM) | • | | | | | | 1 | |
| Mérida (MID) | • | • | | | | | 2 | |
| Mexicali (MXL) | • | • | | | | | 2 | |
| Monterrey (MTY) | • | • | | | | | 2 | |
| Nuevo Laredo (NLD) | | • | | | | | 1 | |
| Oaxaca (OAX) | • | | | | | | 1 | |
| Puebla (PBC) | | • | | | | | 1 | |
| Puerto Escondido (PXM) | • | • | | | | | 2 | |
| Puerto Vallarta (PVR) | • | • | | • | | | 3 | |
| Reynosa (REX) | | • | | | | | 1 | |
| Tapachula (TAP) | • | | | | | | 1 | |
| Tijuana (TIJ) | • | • | • | | • | | 4 | |
| Toluca (TLC) | • | | | | | | 1 | |
| Torreón/Gómez Palacio (TRC) | • | | | | | | 1 | |
| Tulum (TQO) | • | | | | | | 1 | |
| Tuxtla Gutiérrez (TGZ) | • | • | | | | | 2 | |
| Veracruz (VER) | • | • | | | | | 2 | |
| Villahermosa (VSA) | | • | | | | | 1 | |
| Total | 26 | 20 | 3 | 3 | 2 | 0 | 30 | |

### Destinos internacionales

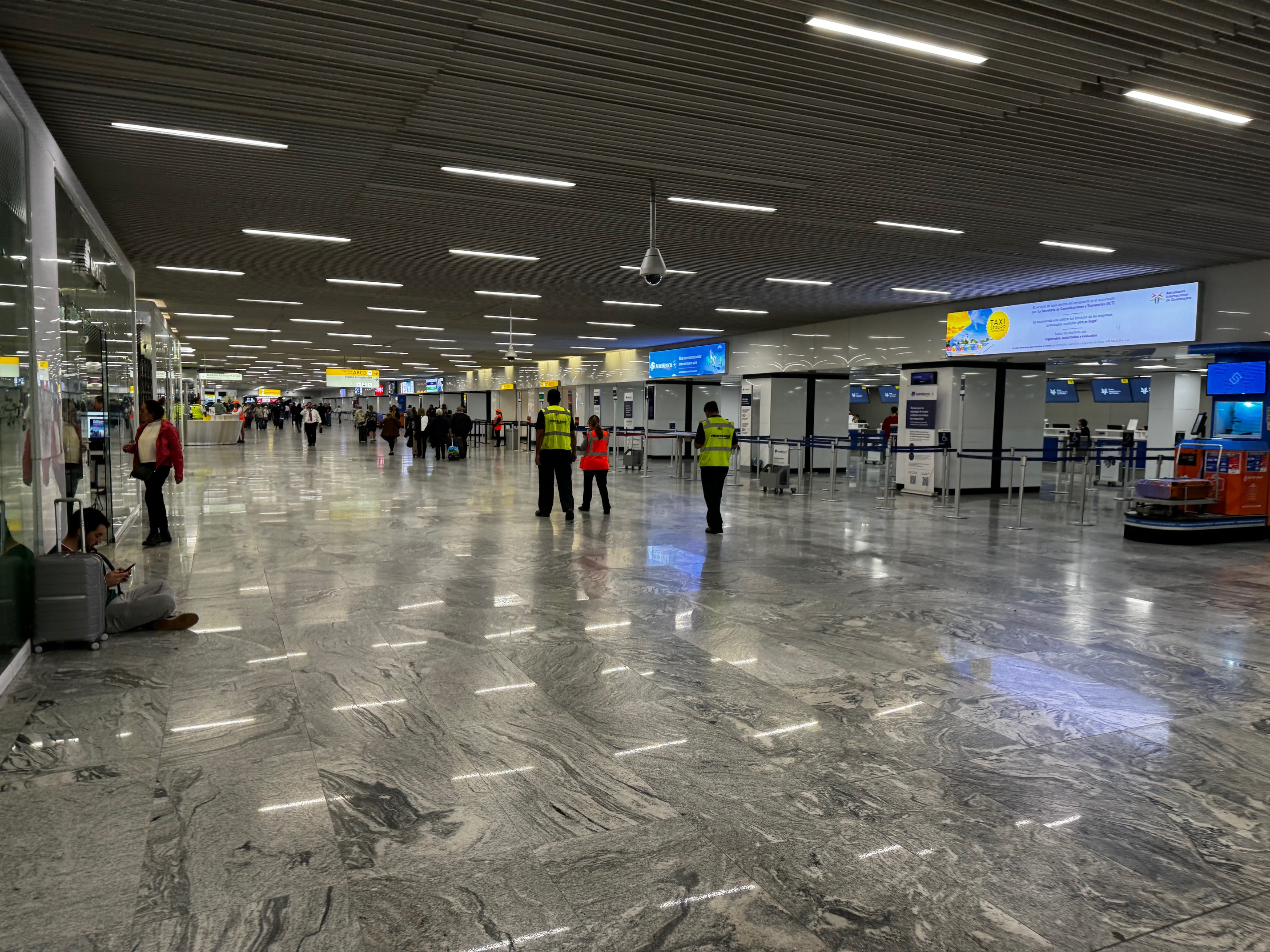
Mostradores de documentación del aeropuerto.

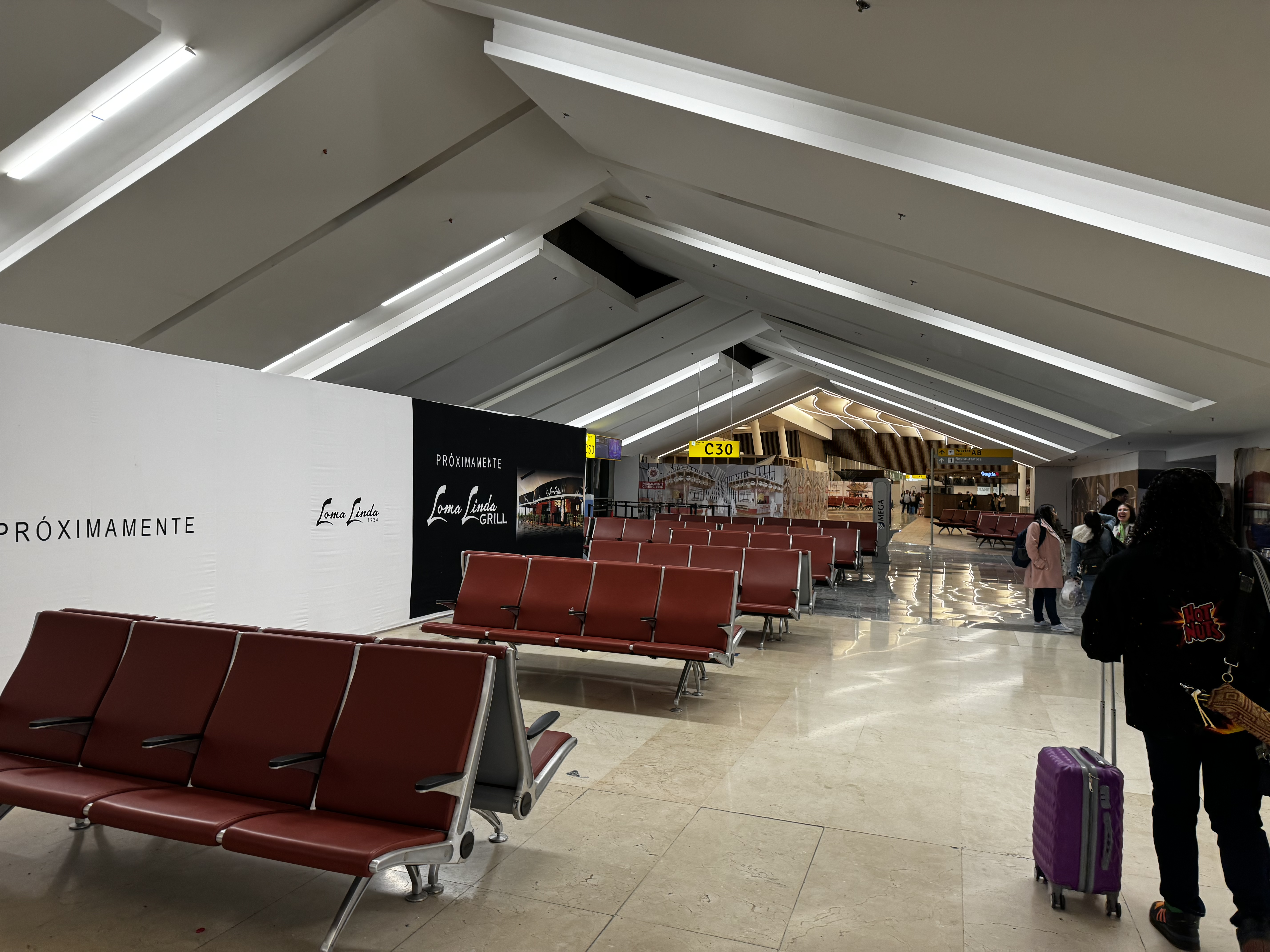
Sala C del aeropuerto.

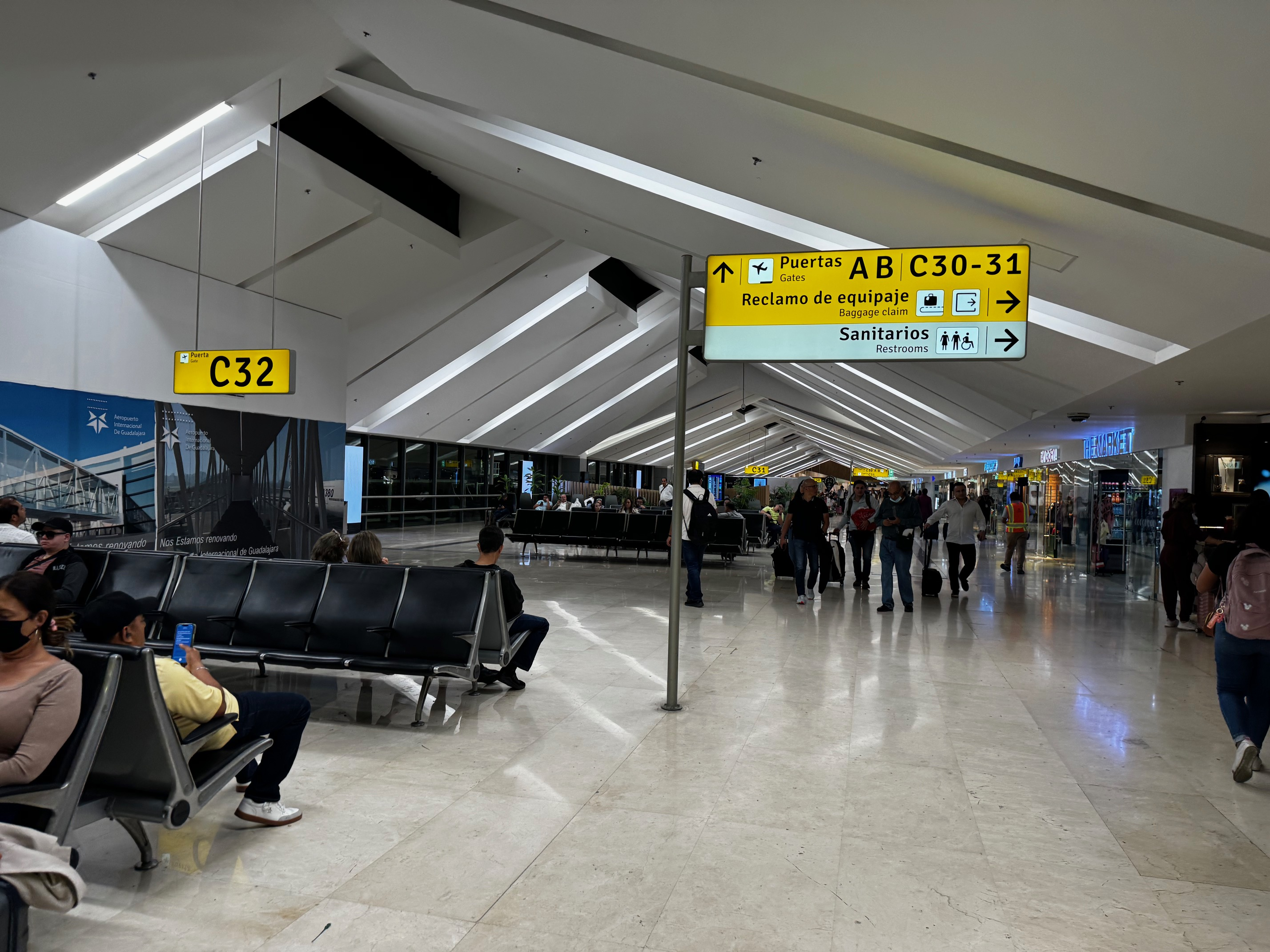
Sala C del aeropuerto.

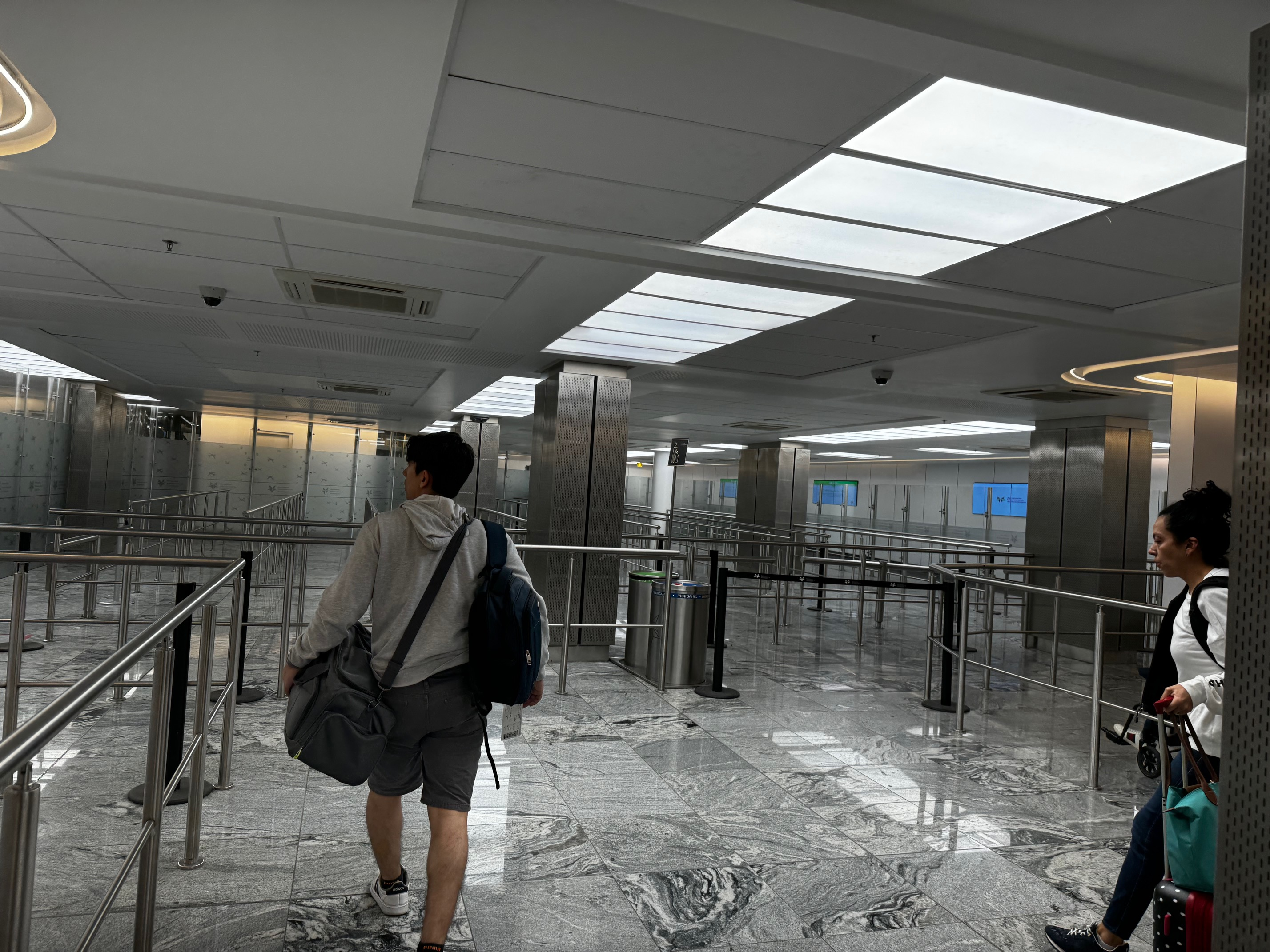
Filtro de seguridad del aeropuerto.

Se brinda servicio a 32 ciudades, a cargo de 15 aerolíneas.
| Ciudad                                                       | Aeropuerto                                         | Aerolíneas                                                                  |              |
| Norteamérica                                                 | Norteamérica                                       | Norteamérica                                                                | Norteamérica |
| ------------------------------------------------------------ | -------------------------------------------------- | --------------------------------------------------------------------------- | ------------ |
| Canadá (4 destinos [2 estacionales], 4 aerolíneas)           |                                                    |                                                                             |              |
| Calgary                                                      | Aeropuerto Internacional de Calgary                | WestJet (Estacional) (inicia el 7 de diciembre de 2025)                     |              |
| Montreal                                                     | Aeropuerto Internacional Pierre Elliott Trudeau    | Air Transat (Estacional) (inicia el 14 de diciembre de 2025)                |              |
| Toronto                                                      | Aeropuerto Internacional Toronto Pearson           | Air Canada (Estacional) (inicia el 5 de noviembre de 2025) / Flair Airlines |              |
| Vancouver                                                    | Aeropuerto Internacional de Vancouver              | Flair Airlines                                                              |              |
| Estados Unidos (24 destinos [1 estacional], 8 aerolíneas)    |                                                    |                                                                             |              |
| Atlanta                                                      | Aeropuerto Internacional Hartsfield-Jackson        | Delta Air Lines                                                             |              |
| Charlotte                                                    | Aeropuerto Internacional de Charlotte-Douglas      | Volaris                                                                     |              |
| Chicago                                                      | Aeropuerto Internacional O'Hare                    | Aeroméxico (Estacional) / Viva / Volaris                                    |              |
| Chicago                                                      | Aeropuerto Internacional Midway                    | Volaris                                                                     |              |
| Dallas                                                       | Aeropuerto Internacional de Dallas-Fort Worth      | American Airlines / Volaris                                                 |              |
| Denver                                                       | Aeropuerto Internacional de Denver                 | Aeroméxico (Estacional) / Volaris                                           |              |
| Fresno                                                       | Aeropuerto Internacional de Fresno-Yosemite        | Aeroméxico (Estacional) / Volaris                                           |              |
| Houston                                                      | Aeropuerto Intercontinental George Bush            | United Airlines / United Express / Viva / Volaris                           |              |
| Las Vegas                                                    | Aeropuerto Internacional Harry Reid                | Aeroméxico (Estacional) / Viva / Volaris                                    |              |
| Los Ángeles                                                  | Aeropuerto Internacional de Los Ángeles            | Aeroméxico / Alaska Airlines / Viva / Volaris                               |              |
| Miami                                                        | Aeropuerto Internacional de Miami                  | Aeroméxico (Estacional) / Volaris                                           |              |
| Newark                                                       | Aeropuerto Internacional Libertad de Newark        | Volaris                                                                     |              |
| Oakland                                                      | Aeropuerto de Oakland de la Bahía de San Francisco | Viva / Volaris                                                              |              |
| Ontario                                                      | Aeropuerto Internacional LA/Ontario                | Volaris                                                                     |              |
| Orlando                                                      | Aeropuerto Internacional de Orlando                | Aeroméxico (Estacional) / Volaris                                           |              |
| Phoenix                                                      | Aeropuerto Internacional de Phoenix-Sky Harbor     | American Eagle / Volaris                                                    |              |
| Portland                                                     | Aeropuerto Internacional de Portland               | Volaris                                                                     |              |
| Reno                                                         | Aeropuerto Internacional de Reno-Tahoe             | Volaris                                                                     |              |
| Sacramento                                                   | Aeropuerto Internacional de Sacramento             | Aeroméxico (Estacional) / Volaris                                           |              |
| Salt Lake City                                               | Aeropuerto Internacional de Salt Lake City         | Aeroméxico                                                                  |              |
| San Antonio                                                  | Aeropuerto Internacional de San Antonio            | Volaris                                                                     |              |
| San Francisco                                                | Aeropuerto Internacional de San Francisco          | Aeroméxico (Estacional)                                                     |              |
| San José                                                     | Aeropuerto Internacional de San José               | Alaska Airlines / Volaris                                                   |              |
| Seattle                                                      | Aeropuerto Internacional de Seattle-Tacoma         | Aeroméxico (Estacional) (inicia el 18 de diciembre de 2025) / Volaris       |              |
| Centroamérica                                                |                                                    |                                                                             |              |
| Costa Rica (1 destino, 1 aerolínea)                          |                                                    |                                                                             |              |
| San José                                                     | Aeropuerto Internacional Juan Santamaría           | Volaris Costa Rica                                                          |              |
| Panamá (1 destino, 1 aerolínea)                              |                                                    |                                                                             |              |
| Ciudad de Panamá                                             | Aeropuerto Internacional de Tocumen                | Copa Airlines                                                               |              |
| Sudamérica                                                   |                                                    |                                                                             |              |
| Colombia (1 destino, 1 aerolínea)                            |                                                    |                                                                             |              |
| Bogotá                                                       | Aeropuerto Internacional El Dorado                 | Viva                                                                        |              |
| Europa                                                       |                                                    |                                                                             |              |
| España (1 destino, 1 aerolínea)                              |                                                    |                                                                             |              |
| Madrid                                                       | Aeropuerto Adolfo Suárez Madrid-Barajas            | Aeroméxico                                                                  |              |
| Total: 32 destinos [3 estacionales], 6 países, 15 aerolíneas |                                                    |                                                                             |              |

## Estadísticas

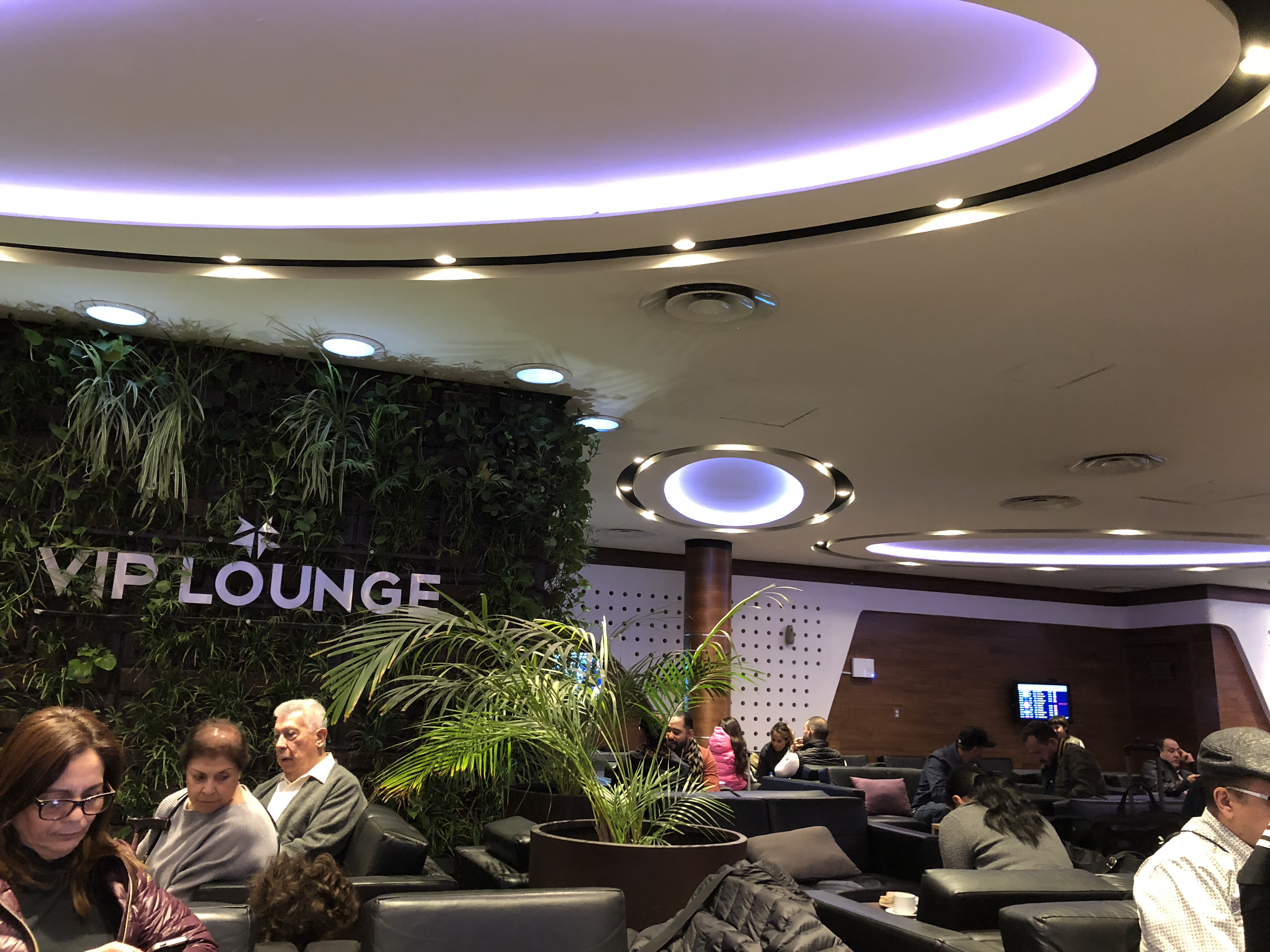
VIP Lounge (este) en el aeropuerto.

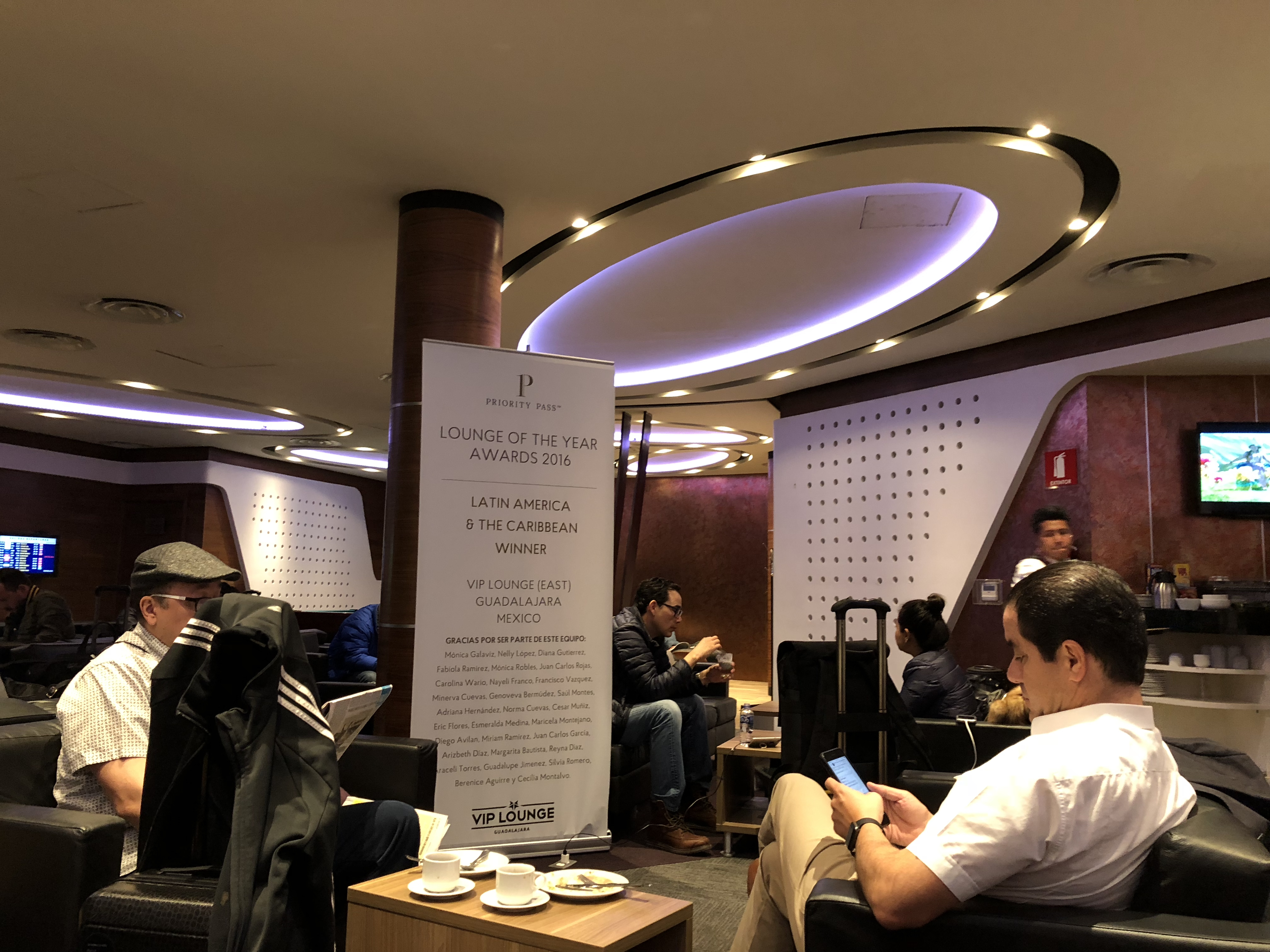
VIP Lounge (este) en el aeropuerto.

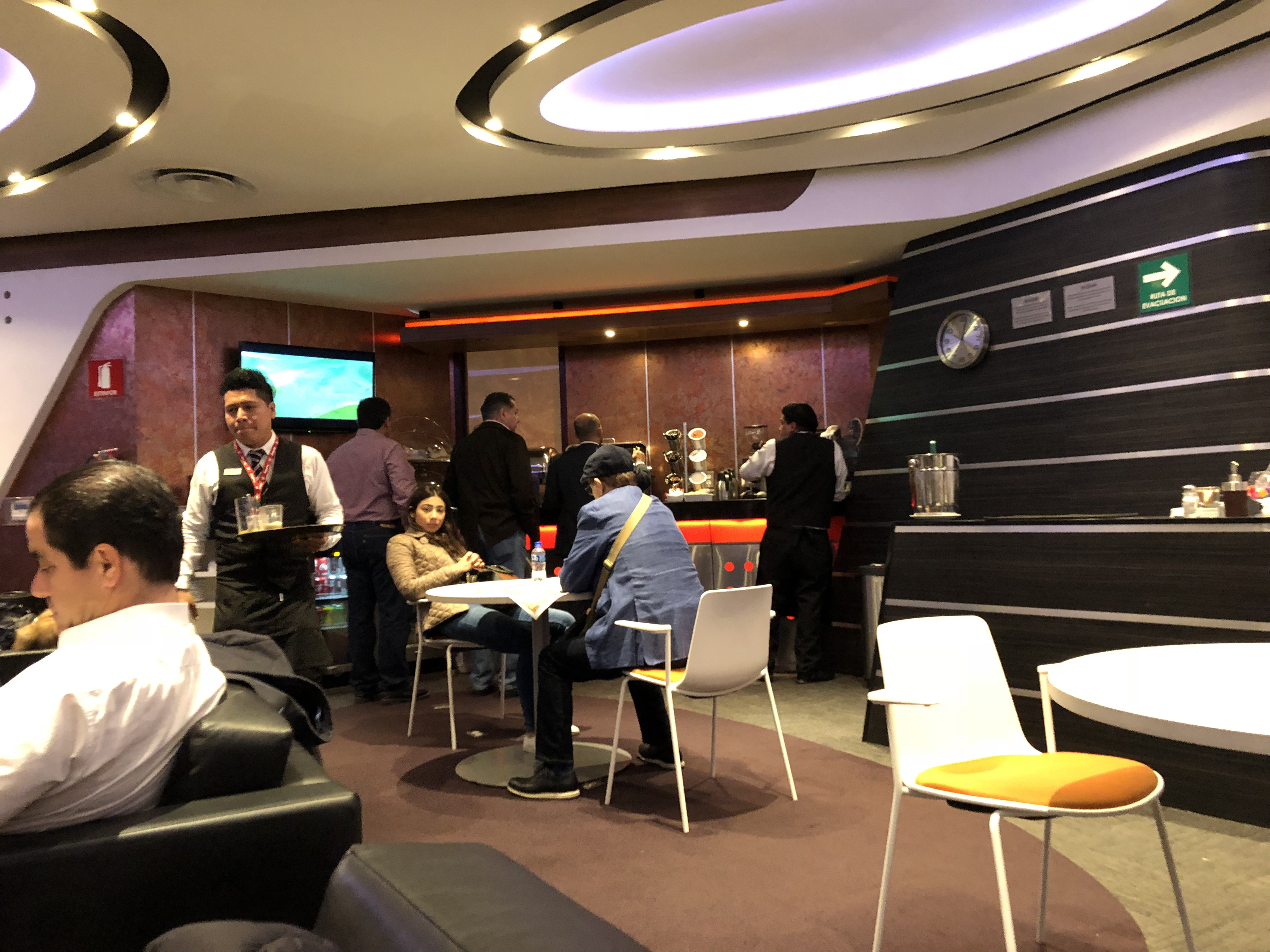
VIP Lounge (este) en el aeropuerto.

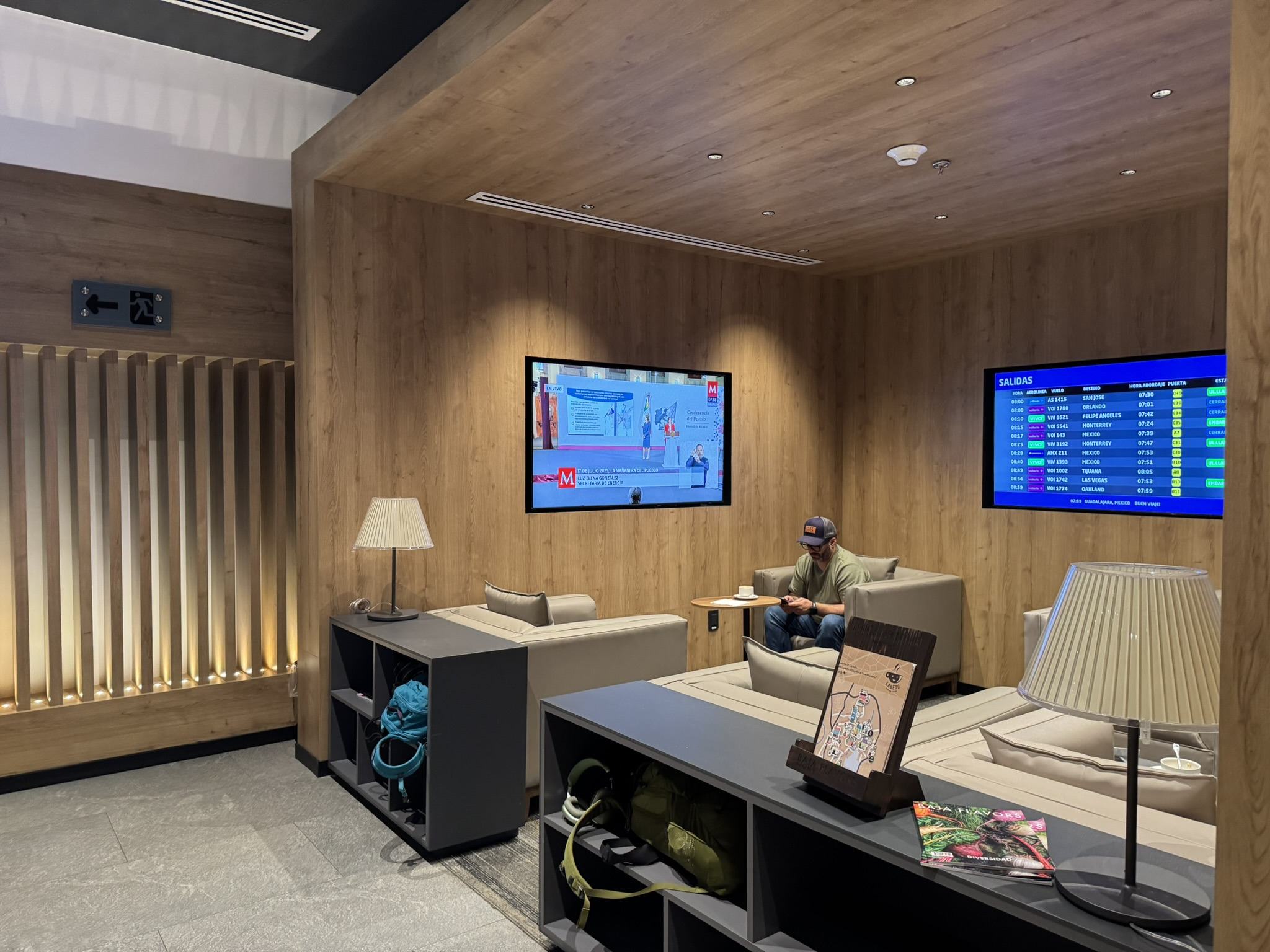
Salon VIP Lounge (oeste) en el aeropuerto.

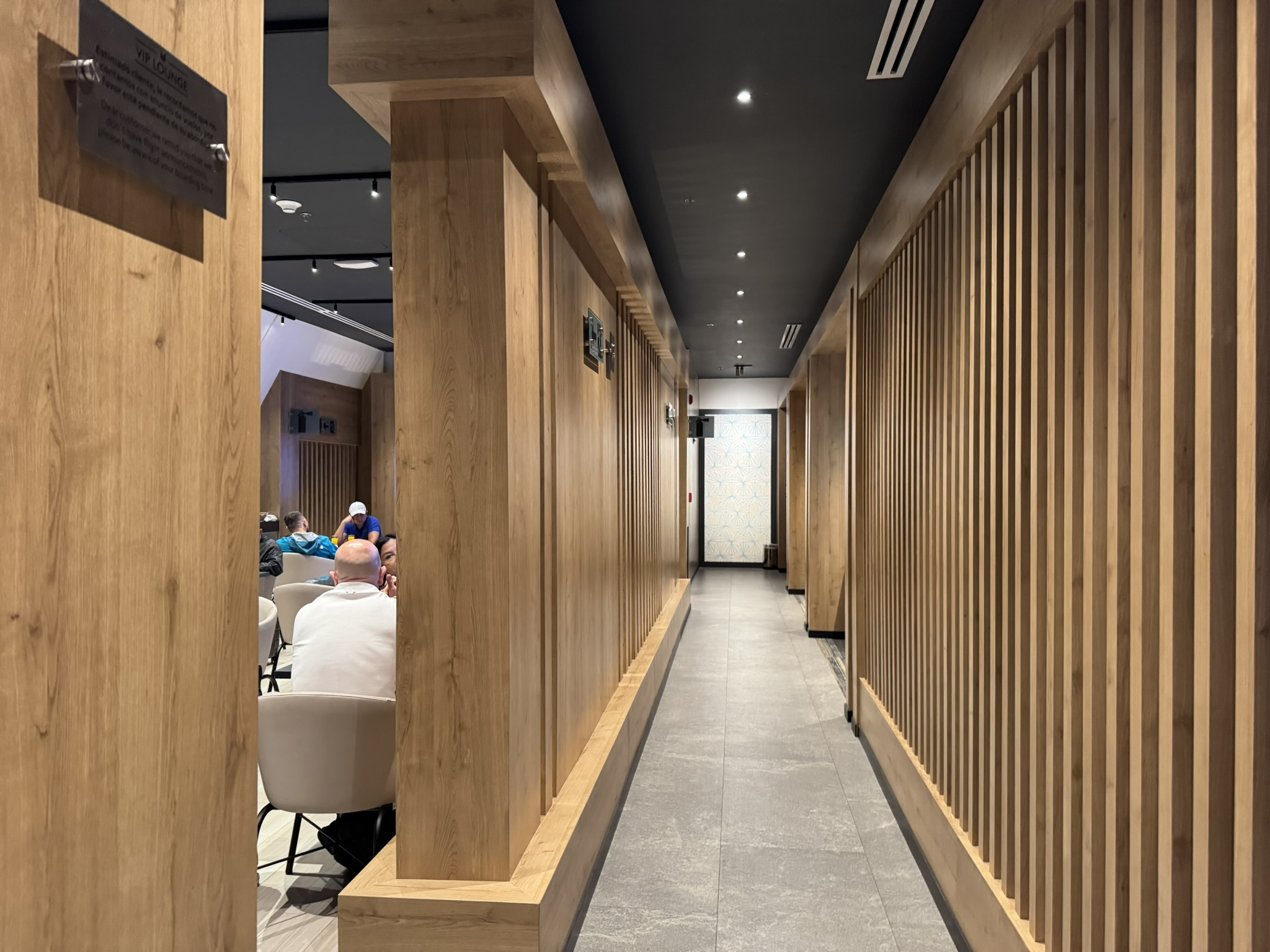
Salon VIP Lounge (oeste) en el aeropuerto.

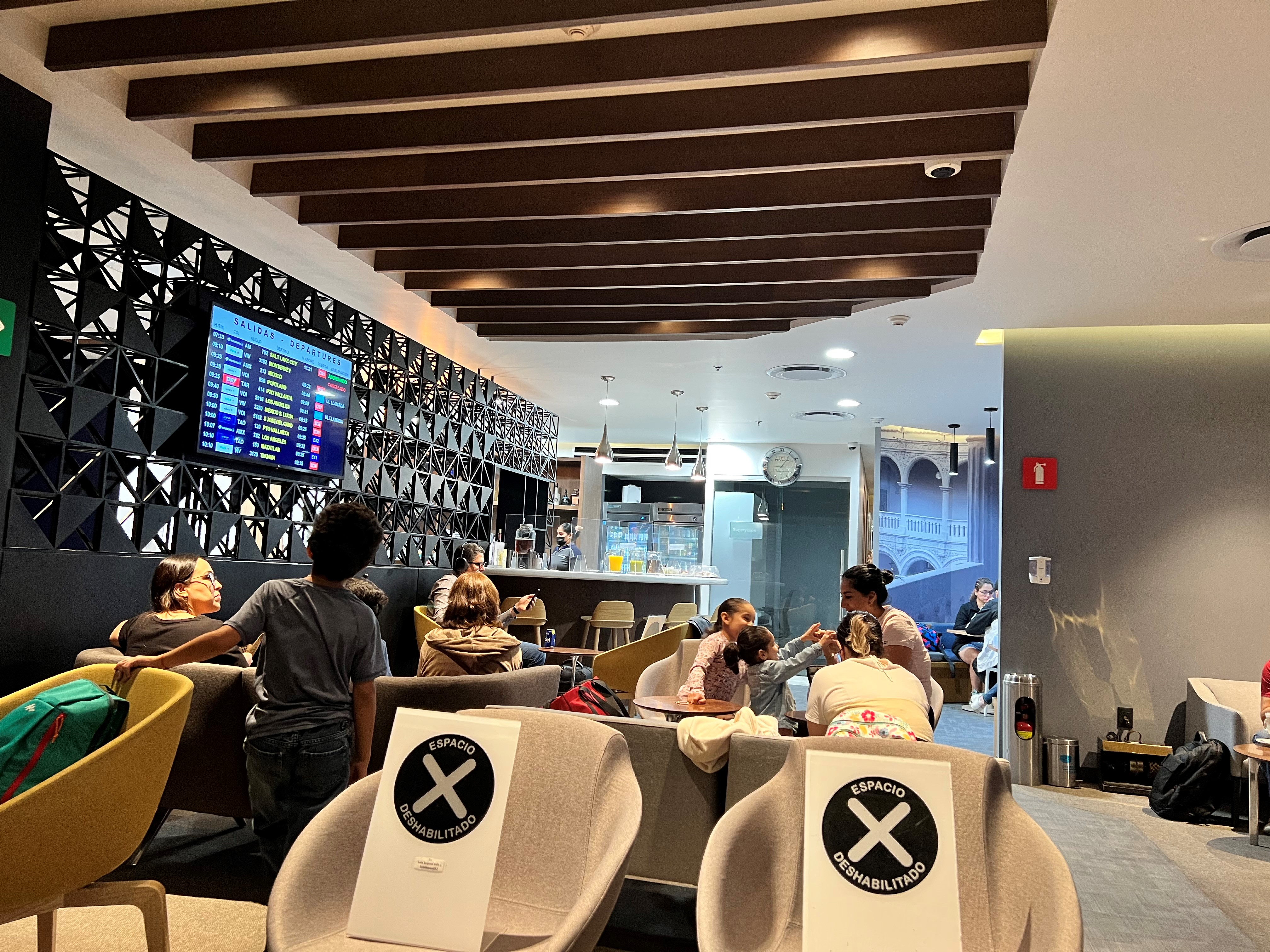
Salón Beyond de Citibanamex en el aeropuerto.

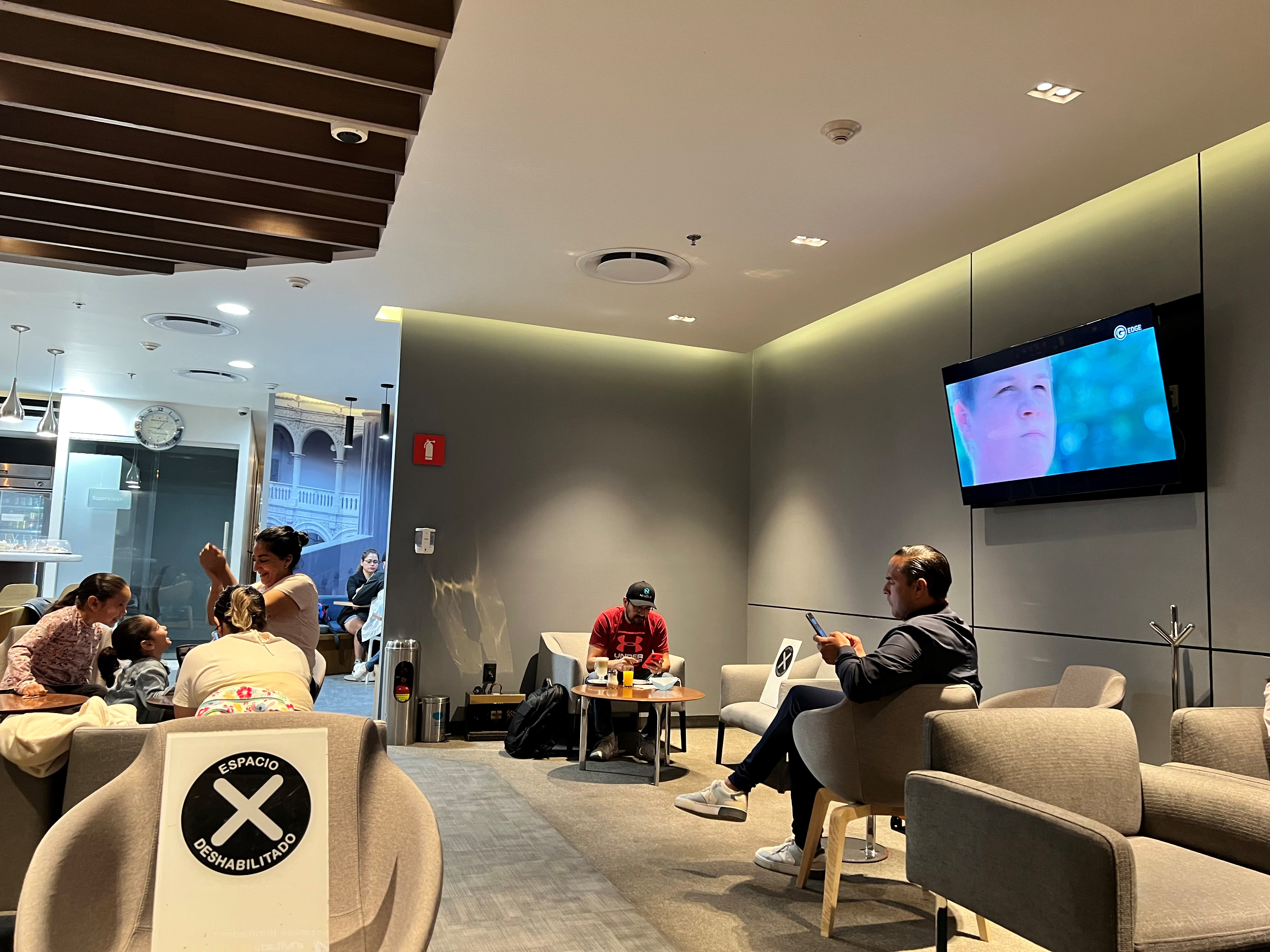
Salón Beyond de Citibanamex en el aeropuerto.

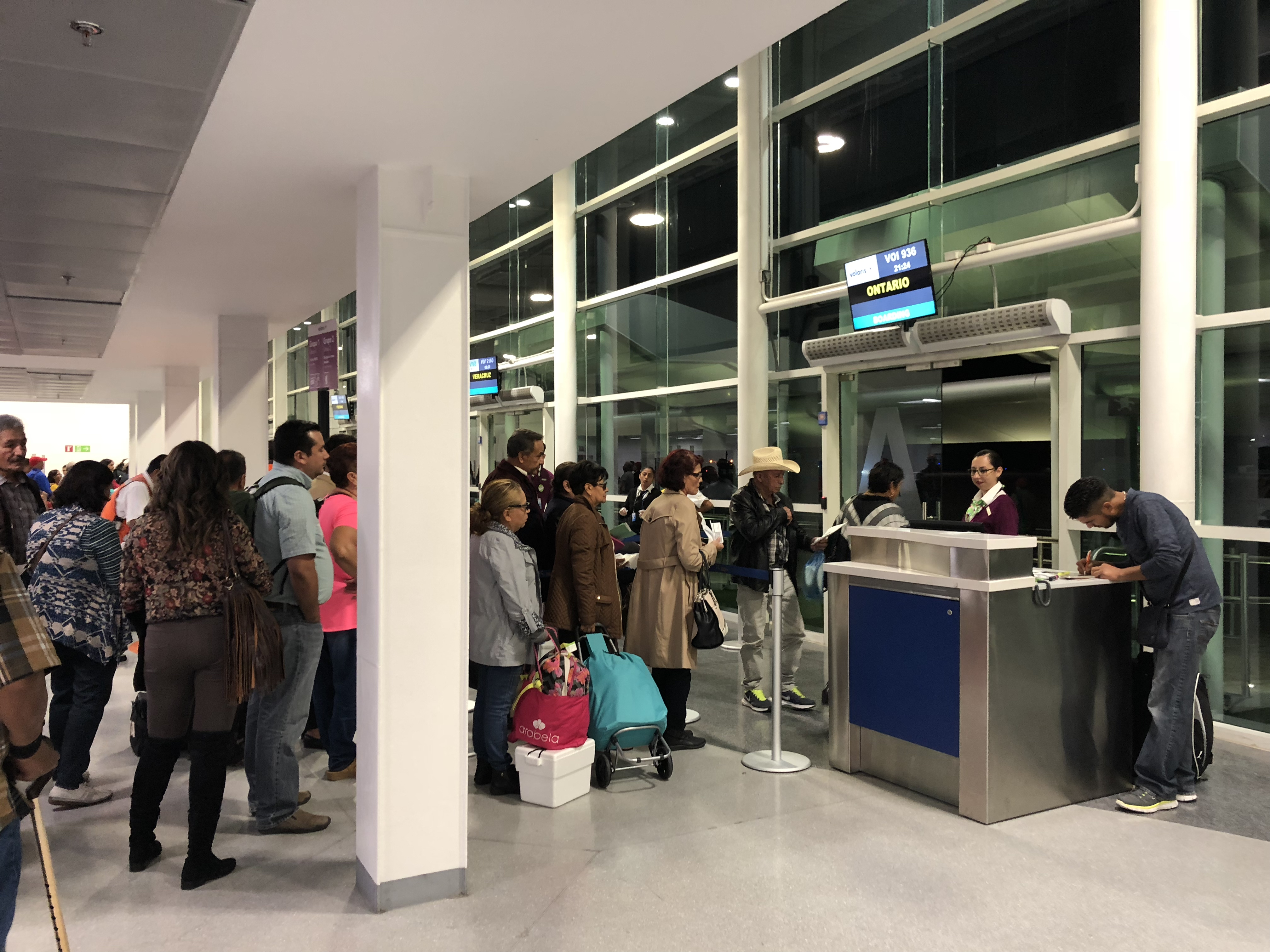
Sala A del aeropuerto.

### Tráfico anual
| Año  | Pasajeros Totales | cambio en % |
| 2006 | 6,313,447         | Sin cambios |
| 2007 | 7,299,381         | 15.61%      |
| 2008 | 7,160,748         | 1.89%       |
| 2009 | 6,423,124         | 10.30%      |
| 2010 | 6,918,621         | 7.71%       |
| 2011 | 7,154,959         | 3.41%       |
| 2012 | 7,389,897         | 3.28%       |
| 2013 | 8,104,762         | 9.67%       |
| 2014 | 8,695,183         | 7.28%       |
| 2015 | 9,758,516         | 12.22%      |
| 2016 | 11,362,552        | 16.43%      |
| 2017 | 12,779,874        | 12.47%      |
| 2018 | 14,340,152        | 12.21%      |
| 2019 | 14,823,592        | 3.37%       |
| 2020 | 8,125,600         | 45.3%       |
| 2021 | 12,243,000        | 50.7%       |
| 2022 | 15,606,600        | 27.5%       |
| 2023 | 17,710,200        | 13.5%       |
| 2024 | 17,848,700        | 0.8%        |
| ---- | ----------------- | ----------- |

### Rutas más transitadas
| Posición | Ciudad                         | Pasajeros | Posición    | Compañías                                     |
| -------- | ------------------------------ | --------- | ----------- | --------------------------------------------- |
| 1        | Ciudad de México               | 1,384,324 | Sin cambios | Aeroméxico, Aeroméxico Connect, Viva, Volaris |
| 2        | Tijuana, Baja California       | 970,612   | Sin cambios | Aeroméxico, Magnicharters, Viva, Volaris      |
| 3        | Monterrey, Nuevo León          | 509,744   | 1           | Viva, Volaris                                 |
| 4        | Cancún, Quintana Roo           | 443,144   | 1           | Magnicharters, Viva, Volaris                  |
| 5        | Valle de México                | 264,432   | 10          | Aeroméxico Connect, Mexicana, Viva, Volaris   |
| 6        | Los Cabos, Baja California Sur | 244,228   | 1           | Calafia Airlines, Mexicana, Viva, Volaris     |
| 7        | Ciudad Juárez, Chihuahua       | 200,689   | 1           | TAR, Viva, Volaris                            |
| 8        | Puerto Vallarta, Jalisco       | 196,803   | 4           | TAR, Viva, Volaris                            |
| 9        | Hermosillo, Sonora             | 187,213   | 2           | Viva, Volaris                                 |
| 10       | La Paz, Baja California Sur    | 174,658   | Sin cambios | Calafia Airlines, Viva, Volaris               |
| 11       | Culiacán, Sinaloa              | 167,388   | Sin cambios | Viva, Volaris                                 |
| 12       | Mexicali, Baja California      | 148,527   | 4           | Volaris                                       |
| 13       | Mérida, Yucatán                | 148,368   | 4           | Viva, Volaris                                 |
| 14       | Chihuahua, Chihuahua           | 138,008   | 1           | Viva, Volaris                                 |
| 15       | Veracruz, Veracruz             | 129,926   | 1           | Viva, Volaris                                 |
| 16       | Tuxtla Gutiérrez, Chiapas      | 104,745   | Sin cambios | Viva, Volaris                                 |
| 17       | Oaxaca, Oaxaca                 | 80,481    | Sin cambios | Volaris                                       |
| 18       | Ciudad Obregón, Sonora         | 58,842    | 1           | Volaris                                       |
| 19       | Puebla, Puebla                 | 54,510    | 2           | Viva                                          |
| 20       | Villahermosa, Tabasco          | 53,941    | 2           | Viva                                          |
| 21       | Acapulco, Guerrero             | 50,539    | 2           | Volaris                                       |
| 22       | Reynosa, Tamaulipas            | 42,396    | 2           | Viva                                          |
| 23       | Toluca, Estado de México       | 41,238    | 3           | Volaris                                       |
| 24       | Torreón, Coahuila              | 40,720    | 2           | Volaris                                       |
| 25       | Los Mochis, Sinaloa            | 39,413    | Sin cambios | Volaris, Calafia Airlines                     |
| 26       | Puerto Escondido, Oaxaca       | 34,369    | 1           | Volaris                                       |
| 27       | Tulum, Quintana Roo            | 31,169    |             | Viva, Volaris                                 |
| 28       | Tapachula, Chiapas             | 26,228    | 2           | Volaris                                       |
| 29       | Huatulco, Oaxaca               | 22,891    | 2           | Volaris                                       |
| 30       | Loreto, Baja California Sur    | 8,130     | Sin cambios | Volaris                                       |

| Número | Ciudad                                          | Pasajeros | Ranking     | Aerolínea                                      |
| ------ | ----------------------------------------------- | --------- | ----------- | ---------------------------------------------- |
| 1      | Los Ángeles, California                         | 569,646   | Sin cambios | Aeroméxico, Alaska Airlines, Viva, Volaris     |
| 2      | Chicago, Illinois (aeropuertos Midway y O'Hare) | 252,346   | Sin cambios | Aeroméxico, Viva, Volaris                      |
| 3      | Dallas, Texas                                   | 214,371   | Sin cambios | American Airlines, Volaris                     |
| 4      | Houston, Texas                                  | 175,993   | Sin cambios | United Airlines, United Express, Viva, Volaris |
| 5      | Fresno, California                              | 159,193   | 2           | Aeroméxico, Volaris                            |
| 6      | San José, California                            | 152,200   | 1           | Alaska Airlines, Volaris                       |
| 7      | Oakland, California                             | 140,898   | 1           | Volaris                                        |
| 8      | Sacramento, California                          | 138,157   | Sin cambios | Aeroméxico, Volaris                            |
| 9      | Las Vegas, Nevada                               | 123,342   | Sin cambios | Volaris, Frontier Airlines                     |
| 10     | Phoenix, Arizona                                | 101,546   | Sin cambios | American Airlines, American Eagle, Volaris     |
| 11     | Ontario, California                             | 85,926    | Sin cambios | Volaris                                        |
| 12     | Atlanta, Georgia                                | 72,799    | 4           | Delta Air Lines                                |
| 13     | San Antonio, Texas                              | 68,777    | 2           | Volaris                                        |
| 14     | Seattle, Washington                             | 68,493    | 2           | Volaris                                        |
| 15     | Portland, Oregón                                | 67,694    | 2           | Volaris                                        |
| 16     | Madrid, España                                  | 65,245    | 2           | Aeroméxico                                     |
| 17     | Denver, Colorado                                | 51,374    | Sin cambios | Volaris                                        |
| 18     | Orlando, Florida                                | 47,398    | 2           | Volaris                                        |
| 19     | Salt Lake City, Utah                            | 46,024    |             | Aeroméxico                                     |
| 20     | Nueva York, Nueva York                          | 45,739    | 1           | Volaris                                        |

Nota
1. ↑  Las estadísticas oficiales incluyen los aeropuertos Midway y O'Hare.

## Instalaciones
- La Avenida de la Solidaridad Iberoamericana se ha convertido en un polo comercial donde destacan los siguientes establecimientos.

### Hoteles
- ANB Hotel Aeropuerto Guadalajara
- City Express by Marriott Guadalajara Aeropuerto
- Fiesta Inn Guadalajara Aeropuerto
- Hampton Inn by Hilton Guadalajara Aeropuerto
- Hangar Inn
- Hangar Select
- Hilton Garden Inn Guadalajara Aeropuerto
- Hostal Check Inn Aeropuerto
- Ramada Encore by Wyndham Guadalajara Aeropuerto

### Restaurantes

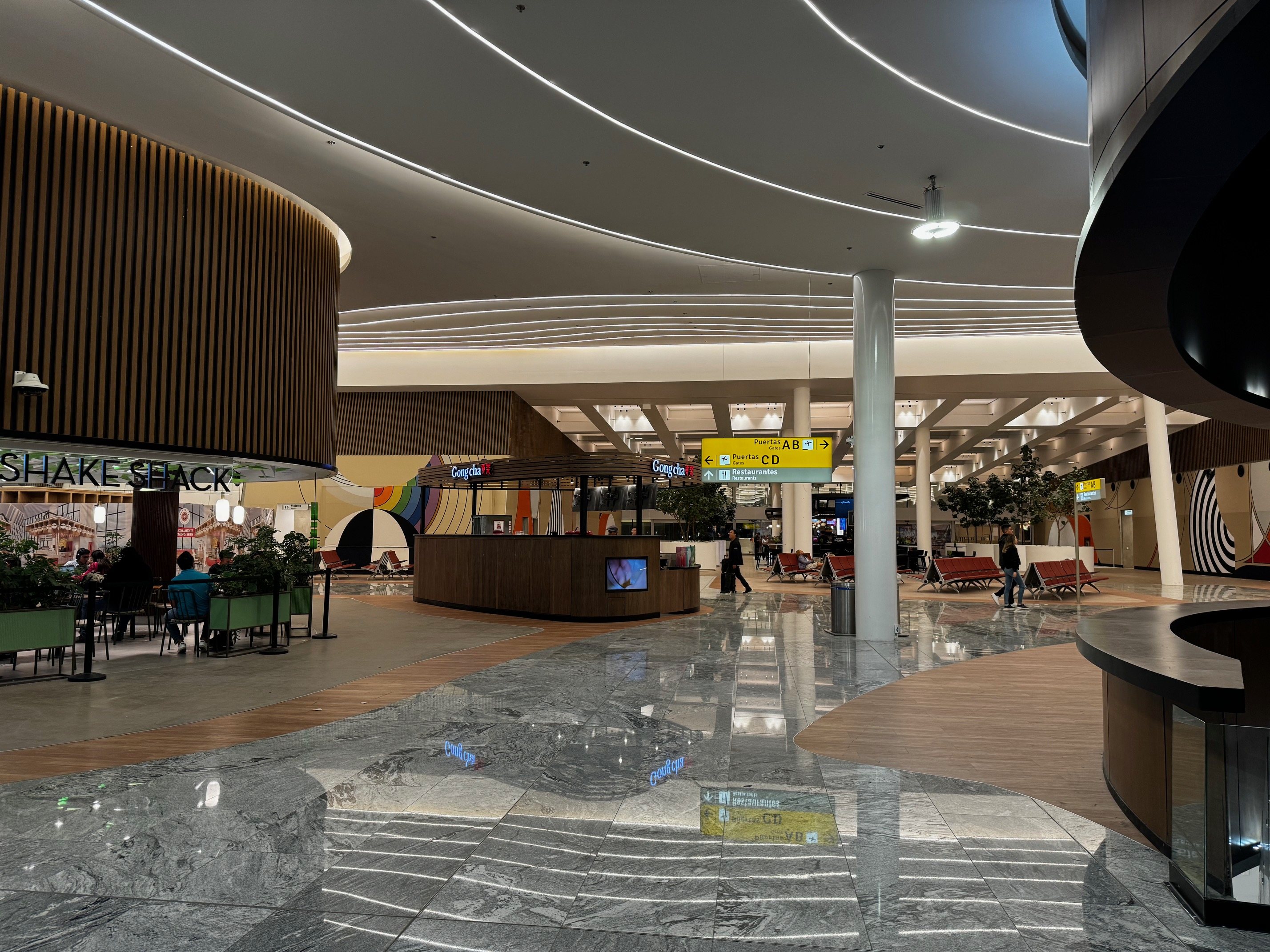
Área de alimentos del aeropuerto.

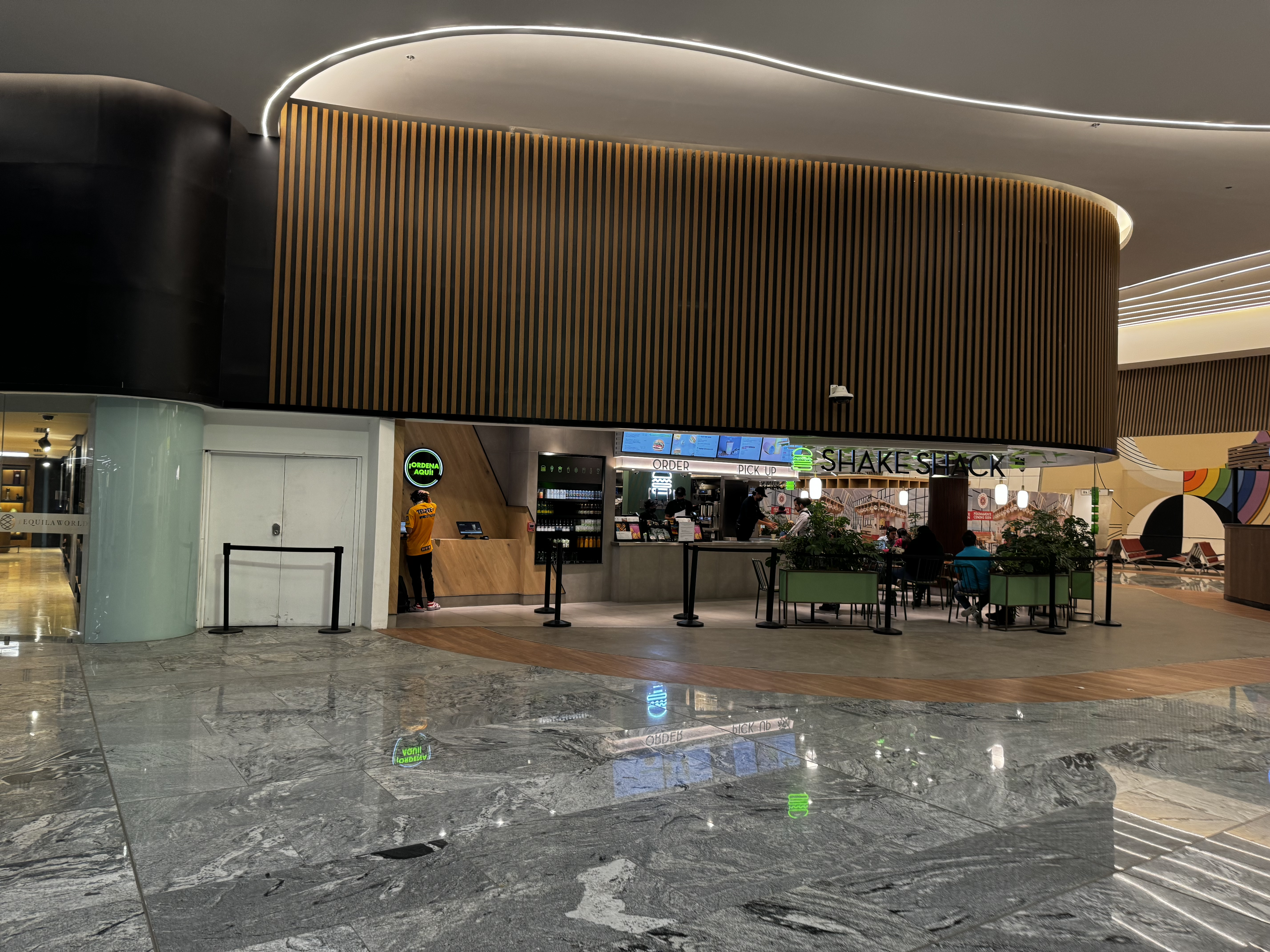
Área de restaurantes del aeropuerto.

- Burger King
- California Pizza Kitchen
- Carl's Jr.
- Chili's
- Corner Bar
- De Volada Grab N' Go
- El Quijote
- Fronteras Bar
- Guacamole Mexican Grill
- Johnny Rockets
- Krispy Kreme
- La Pausa
- Le Pain Quotidien
- Los Tres Amigos Tacos
- Medas
- Moshi Moshi
- Natural Break
- Pastriva
- Paulette
- Sbarro
- Shake Shack
- Starbucks
- Subway
- Tacos Don Miguelon
- Wings

### Transporte terrestre

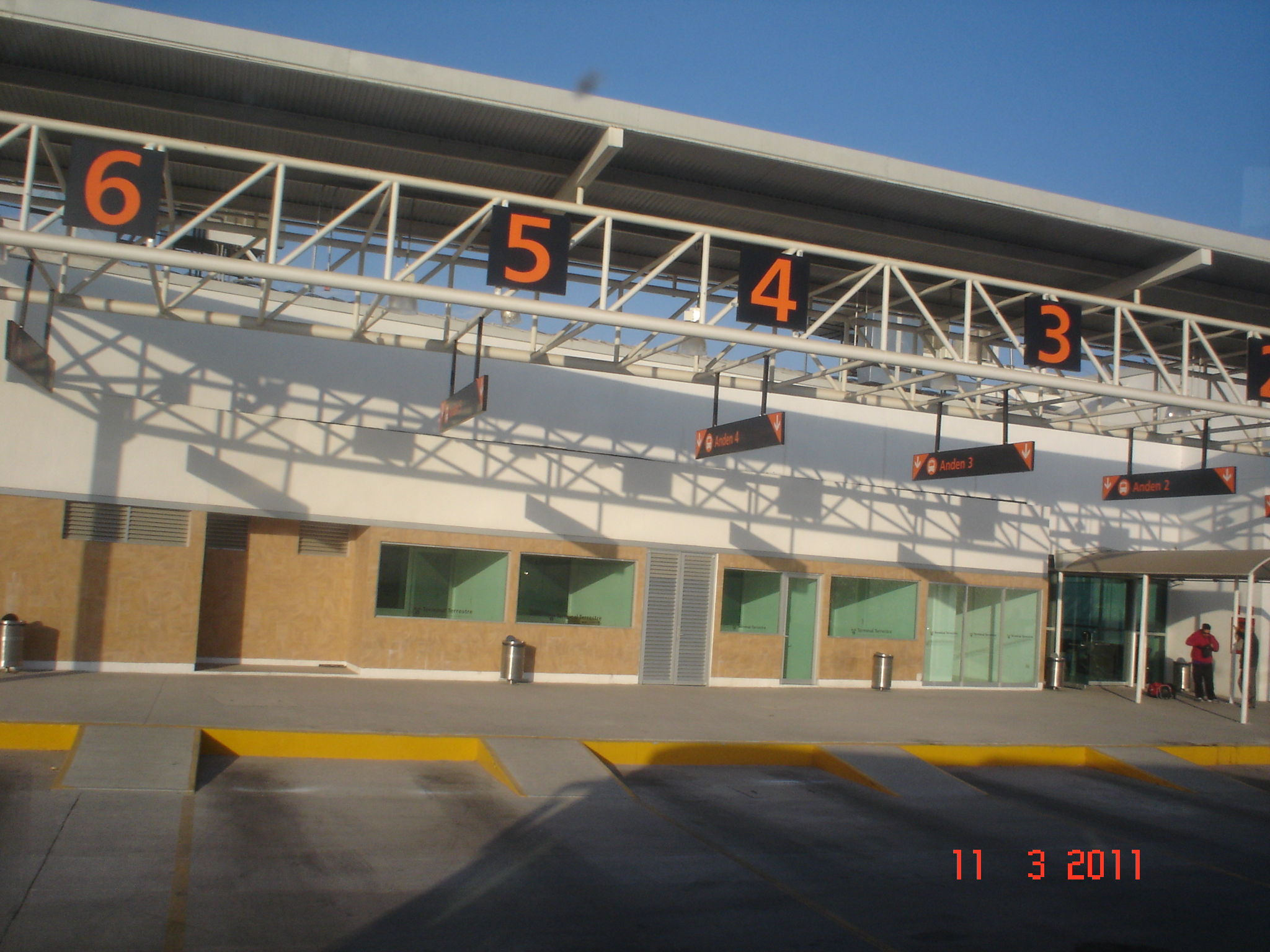
Terminal terrestre.

Al aeropuerto llegan autobuses desde y hacia Guadalajara así como provenientes de ciudades cercanas como: Tepic, Colima, Manzanillo y poblaciones cercanas en el interior del estado como lo son Chapala, El Salto, El Zapote, Ciudad Guzmán entre otros.
- Atasa Taxis Servicio de Taxis del Aeropuerto.
- Auto Transporte Terrestre de Aeropuerto Taxis con destino al aeropuerto de Guadalajara.
- Primera Plus Transporte hacia la central de autobuses de Guadalajara.
- VivaBus Transporte con costo, exclusivo para pasajeros de Viva con destino a la central de autobuses de Guadalajara.

### Alquiler de Autos
- Autu Car Rental
- Avis
- Mobix Rent a Car
- Hertz
- Veico Car Rental

### Estacionamiento
- Estacionamiento de la Terminal
- iPark Estacionamiento
- Cheap Cost  - Promoción por semana $800 pesos
- alvolar
- Estacionamiento Guardacar
- Cheap Cost
- OneMinute Park
- One Park
- One Minute Park

## Accidentes e incidentes
- Vuelo 111 de Aeronaves de México. El 2 de junio de 1958, Un Lockheed Constellation matrícula XA-MEV propiedad de Aeronaves de México, actualmente Aeroméxico, había despegado del Aeropuerto Internacional de Guadalajara proveniente de los Aeropuertos de Tijuana y Mazatlán, con destino final al Puerto de Acapulco, y con escala en la Ciudad de México. Dos minutos después del despegue por la pista 28 con lluvia nocturna y con poca visibilidad, la aeronave realizó un procedimiento de viraje tardío acercándose  muy pronto por un mal cálculo del piloto al cerro de las Latillas o Picacho en Tlajomulco, estrellándose en la cúspide del cerro. Sus 45 ocupantes incluyendo tripulación murieron de manera Instantánea. Además del error humano, otro factor que influyó fue la falta de equipamiento de navegación en el aeropuerto. Durante las investigaciones surgieron más hipótesis respecto al incidente, desde fallas del motor hasta un atentado político contra algunos de los pasajeros pertenecientes a la aristocracia de Guadalajara que habían abordado el vuelo. La aeronave contaba con 7 años de antigüedad y había sido adquirida de segunda mano. Actualmente a la zona del accidente se le conoce como el Cerro del Avión, donde existe un pequeño memorial y aún permanecen pequeños fragmentos del Lockheed.

- Vuelo 498 de Aeroméxico: El 31 de agosto de 1986, un DC-9 de Aeroméxico que había salido de la Ciudad de México y hecho escalas en Guadalajara y en otras ciudades mexicanas, chocó contra una aeronave privada cuando intentaba aterrizar en el Aeropuerto Internacional de Los Ángeles.

- El 24 de mayo de 1993 un enfrentamiento armado entre el Cártel de Sinaloa y el Cártel de Tijuana provocaron un incidente mayor en el que cayeron siete víctimas, algunas ajenas al conflicto incluyendo el asesinato del cardenal Juan Jesús Posadas Ocampo. Aún se desconoce si murió como parte del conflicto, o fue atacado por otros motivos.

- 16 de septiembre de 1998: el Vuelo 475 de Continental Airlines, utilizando un Boeing 737-500, matrícula N20643 tuvo un grave percance con vientos cruzados y tormenta mientras aterrizaba en Guadalajara, México. El avión sufrió daños en su estructura y motores a través de la salida de los trenes de aterrizaje de la pista en el momento de frenado. Ninguno de los pasajeros o tripulantes resultó herido. El avión quedó inservible.

- El 28 de abril de 2009 el vuelo 585 de Magnicharters (un Boeing 737-200 con 149 pasajeros procedente de Cancún, Quintana Roo) aterrizó de emergencia en la pista sin el tren de aterrizaje. Autoridades aseguraron que la turbina izquierda del avión se incendió tras el desperfecto en el tren de aterrizaje que dejó la base de la nave prácticamente en el piso. No se reportaron lesionados de gravedad en el momento del incidente.

- El 24 de septiembre de 2009 una avioneta Cessna perteneciente a una escuela de aviación se accidenta al tratar de aterrizar en la pista principal dejando como saldo sus dos tripulantes lesionados de consideración y el retraso de llegadas y salidas por más de una hora.

- El día 3 de enero de 2019, un Boeing 737-800 de Aeroméxico procedente de la Ciudad de México, sufrió fuego en cuatro neumáticos del tren de aterrizaje principal sobre la pista 28. Servicios de emergencia atendieron la situación, extinguieron el fuego y posteriormente se realizó la evacuación de los ocupantes a través de escaleras sin que se reportaran personas lesionadas; 39 vuelos de aterrizaje y 40 de despegue fueron retardados y otros mandados a otros aeropuertos cercanos; no se reportó ningún muerto o algún lesionado.[16]

## Galería

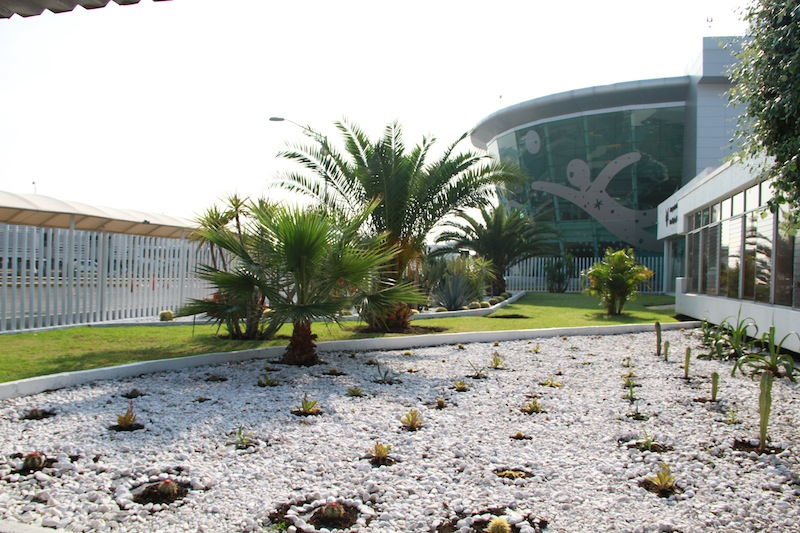
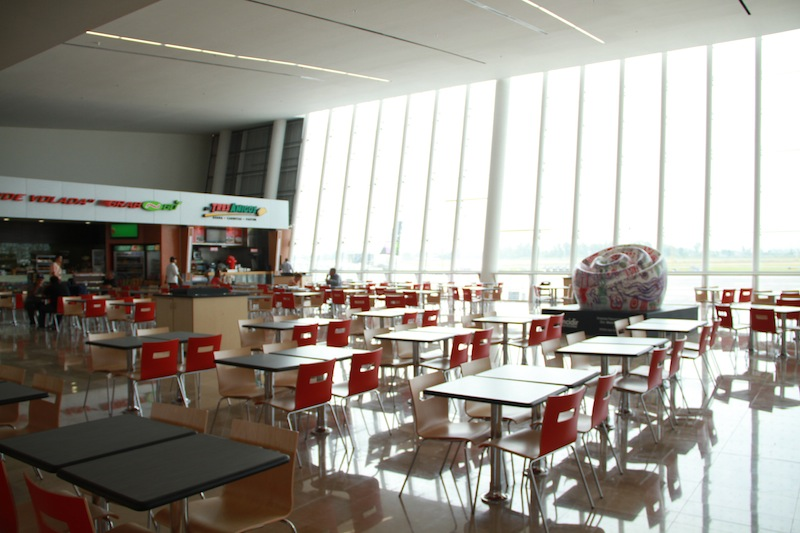
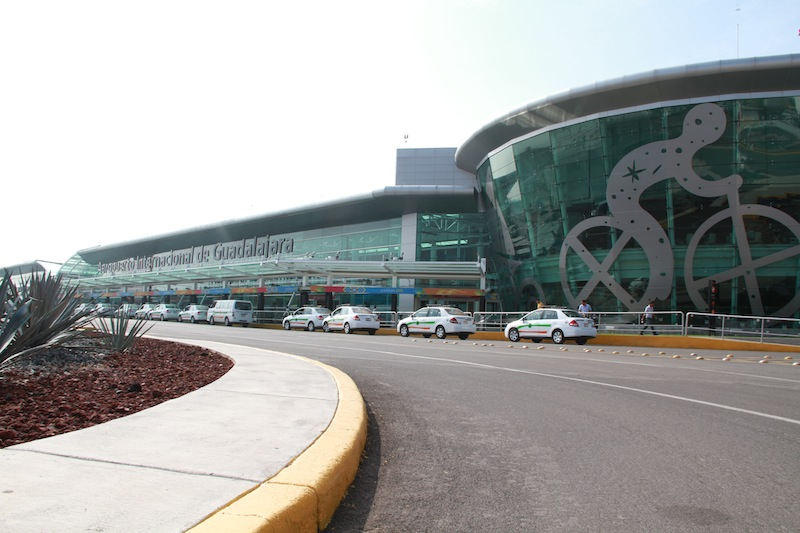
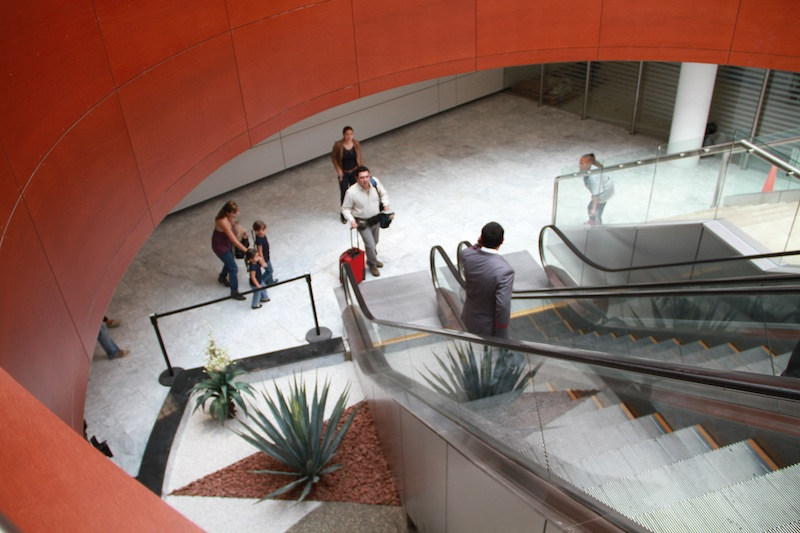
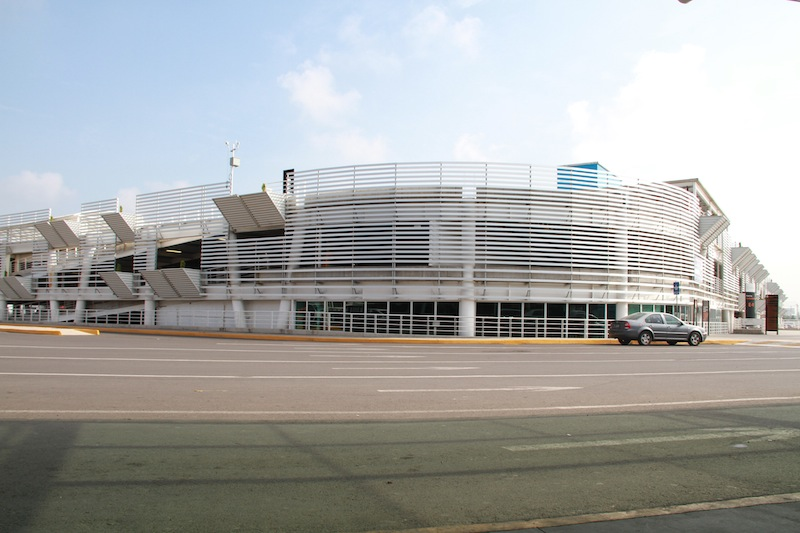
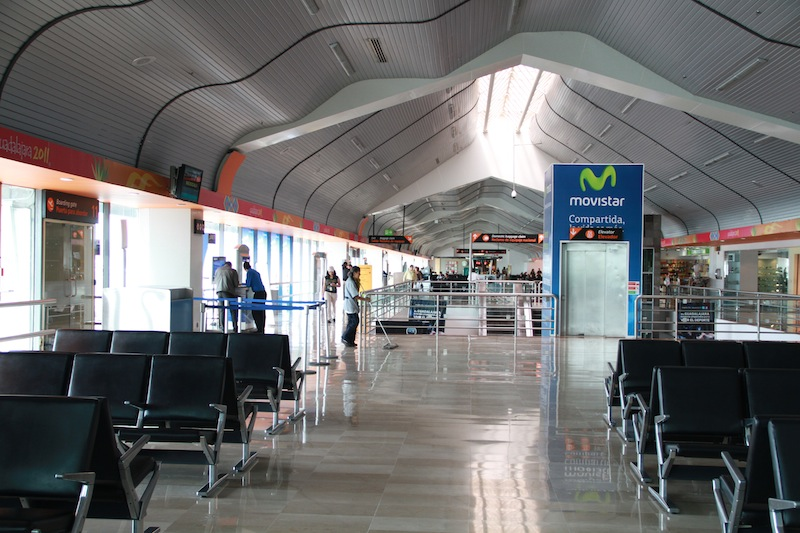
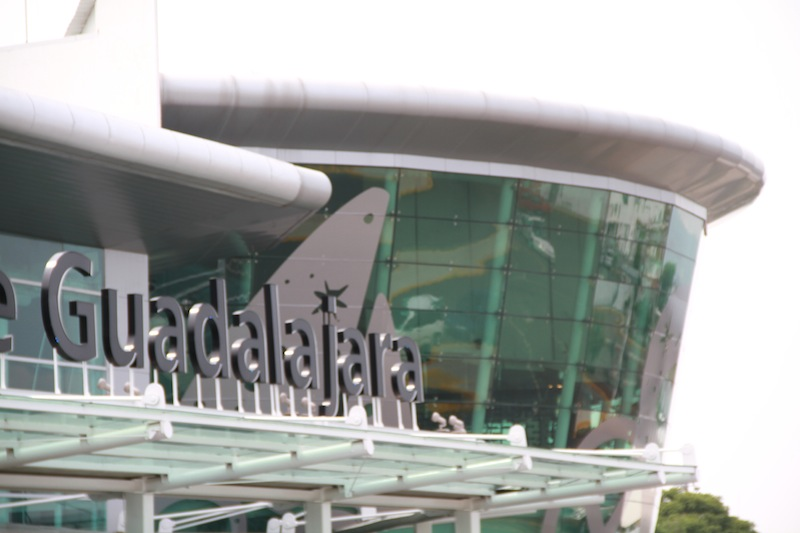
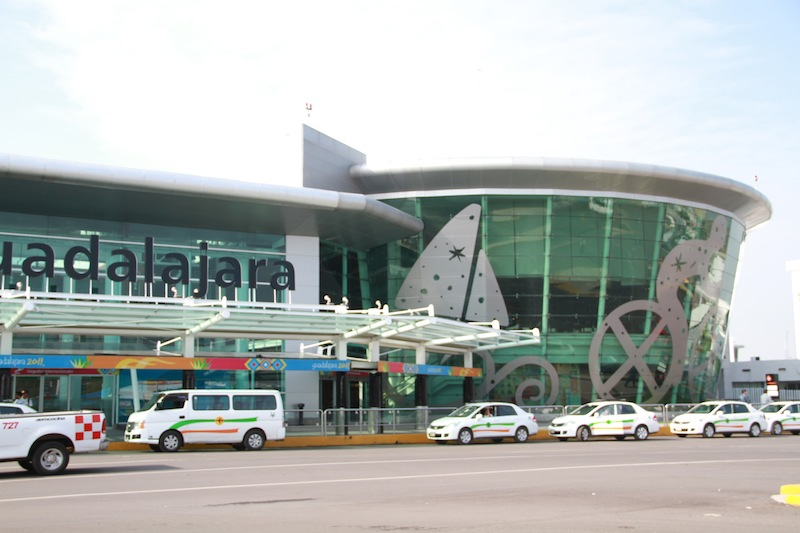
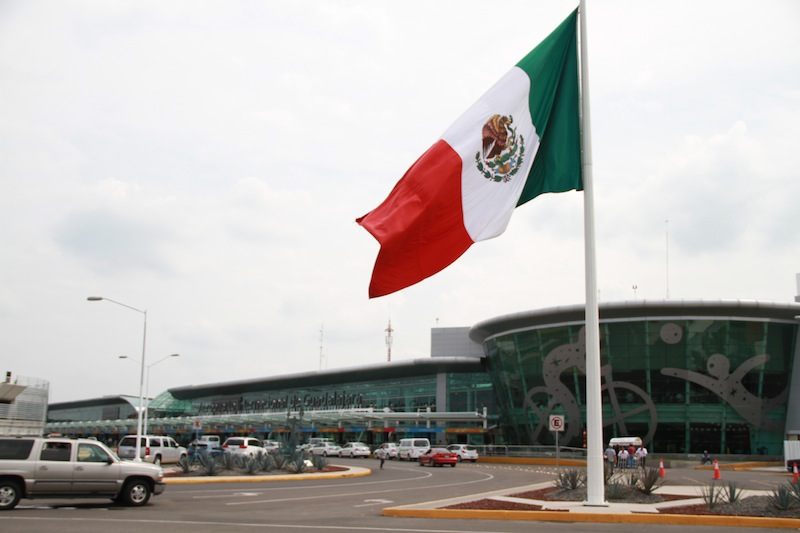

## Aeropuertos cercanos
Los aeropuertos más cercanos son:
- Aeropuerto Nacional Licenciado Miguel de la Madrid (141km)
- Aeropuerto Internacional de Aguascalientes (166km)
- Aeropuerto Internacional de Uruapan (181km)
- Aeropuerto Internacional Amado Nervo (187km)
- Aeropuerto Internacional del Bajío (201km)
- Aeropuerto Internacional de Puerto Vallarta (203km)